# Personaggi de La spada della verità
Segue un elenco dei personaggi principali della serie di romanzi fantasy sword and sorcery La spada della verità, comprendente la serie principale (da La prima regola del mago, 1994, a Scontro finale, 2007), il prequel Debito di ossa (1998), il seguente ciclo delle Terre oscure (in inglese, Richard and Kahlan Series, da La macchina del presagio, 2011, a Cuore guerriero, 2015), la serie de I figli del D'Hara (2019 - 2020), i diversi spin-off (La legge dei nove, 2009, La leggenda di Magda Searus, 2012, e la serie The Nicci Chronicles, 2017 - 2020), dell'autore statunitense Terry Goodkind (1948 - 2020), nonché della serie televisiva La spada della verità (2008 - 2010), che l'ha in parte adattata.

## Personaggi

### Adie
Adie, soprannominata Donna delle ossa, nota anche come Elda Rybnik mentre viaggia in incognito, appare in La prima regola del mago come un'incantatrice di mezz'età cieca e zoppa che vive in una casa isolata presso il confine magico che separa i Territori dell'Ovest dalle Terre Centrali.
Originaria del Nicobarese, nelle Terre Centrali, durante l'infanzia Adie è costretta a reprimere i propri poteri magici, la cui pratica è proibita severamente nel suo paese e perseguitata dalla Stirpe dei Fedeli, una setta di fanatici che considera chi è dotato di magia baneling, cioè servo del Guardiano. A 19 anni, identificata come incantatrice, la donna viene catturata e torturata assieme al proprio compagno Pell da uomini della Stirpe guidati da un certo Mathrin Galliene. Adie viene privata della vista e della voce con un veleno (recupererà solo la seconda in seguito), mentre a Pell, subito prima di essere ucciso davanti a lei, viene fatto credere di essere stato preso perché Adie l'abbia tradito. Adie riesce a fuggire grazie al proprio potere. Successivamente riesce ad accedere all'ordine delle Sorelle della Luce e a studiare la magia, ma poi se ne allontana per tornare nelle Terre Centrali. Ivi consuma un'atroce vendetta contro Mathrin Galliene, da lei costretto con la magia a recarsi da lei periodicamente, per farsi torturare ed infine uccidere. Si ritira a vivere in solitudine presso il pericoloso confine magico innalzato tra le Terre Centrali e i Territori dell'Ovest, ove in un'occasione è costretta a mozzarsi un piede per liberarsi dalla morsa di una creatura del mondo sotterraneo. Il piede verrà successivamente rigenerato dalla magia di Zedd.
Nel corso della serie Adie aiuta a più riprese i protagonisti, combattendo tra l'altro contro la Stirpe dei Fedeli e l'Ordine Imperiale, rivelandosi come una delle incantatrici più potenti. Intrattiene una burrascosa relazione con Zedd, ma alla fine della serie si innamora di Friedrich e si trasferisce ad Aydindril.
Il personaggio di Adie è interpretato da Vicky Haughton nella serie televisiva, in cui appare in un'unica puntata della prima stagione.

### Alessandra
Alessandra, o Sorella Alessandra è una Sorella della Luce che compare in L'anima del fuoco e La Fratellanza dell'Ordine. È un'incantatrice di oltre 500 anni, considerata una delle Sorelle più fidate e intelligenti dalla Priora Annalina. Ciò non le ha impedito di convertirsi al Guardiano e diventare una Sorella dell'Oscurità. Sorella Alessandra è stata colei che ha portato la giovane Nicci al Palazzo dei Profeti, dove ha funto da sua mentore, e l'ha successivamente introdotta anche alla congrega delle Sorelle dell'Oscurità, pur ammettendo in seguito di non aver mai compreso le ragioni per cui Nicci abbia accettato. Assieme alle altre Sorelle, Alessandra cade in potere del tiranno dei sogni Jagang durante gli eventi del terzo volume ed è costretta a servire l'Ordine Imperiale come schiava. Quando l'Ordine Imperiale cattura anche la Priora Annalina, questa viene affidata alla sua custodia. Tuttavia, quando si accorge che, a causa del passaggio dei rintocchi della morte, il potere del tiranno dei sogni è venuto meno, evade assieme alla Priora e, dichiaratasi pentita, bacia il suo anello, rinnega il Guardiano e giura fedeltà a Richard Rahl. Accompagna la Priora nel suo viaggio di ritorno nel Nuovo Mondo e la conforta dopo un confronto con Kahlan Amnell. Alessandra viene a sapere che la sua ex-allieva Nicci ha preso prigioniero Richard e lo ha portato ad Altur'Rang, accompagna quindi Kahlan Amnell e Cara Mason a salvarlo. Durante la ribellione scoppiata ad Altur'Rang contro l'Ordine Imperiale, Sorella Alessandra si schiera a difesa di Richard, ma finisce uccisa da Fratello Narev.

### Alexander Rahl
Alexander Rahl è il protagonista de La legge dei nove, ambientato nel mondo contemporaneo. Alexander è probabilmente discendente di Jennsen Rahl e vive come pittore nella città di Orden, in Nebraska. Al suo ventisettesimo compleanno si trova coinvolto in un'avventura con l'enigmatica incantatrice Jax Amnell, venuta dal mondo della Spada della Verità assieme a delle creature intenzionate ad eliminare Alexander e ad impadronirsi della tecnologia del suo mondo. Alla fine del romanzo Alexander e Jax si separano, promettendo però di rincontrarsi.

### Annalina Aldurren
Annalina Aldurren, soprannominata Ann, è la Priora dell'ordine delle Sorelle della Luce, con sede al Palazzo dei Profeti, a Tanimura. È un'incantatrice di oltre 900 anni, esperta nello studio di antiche profezie, che ripetutamente interviene nel corso della serie nella lotta dei protagonisti contro i servitori del Guardiano e successivamente contro l'Ordine Imperiale. Suo collega negli studi, nonché di fatto suo prigioniero, è il profeta Nathan Rahl, del quale Ann è segretamente innamorata, cosa che però non arriverà a mai confessargli. L'intervento di Ann nel far avverare determinate profezie da lei ritenute propizie si rivela fondamentale nel corso della serie, ma al contempo la pone in antitesi con Richard Rahl e Kahlan Amnell, i quali invece lottano per il libero arbitrio di ogni uomo. Apparentemente uccisa durante gli eventi de La pietra delle lacrime, Ann in realtà si allontana dal Palazzo dei Profeti per continuare ad agire in incognito. Viene infine uccisa davvero da tre Sorelle dell'Oscurità in Scontro finale.
Il personaggio è interpretato da Elizabeth Hawthorne nella seconda stagione della serie televisiva, in cui appare in due puntate. Nell'adattamento italiano il suo titolo è "matriarca". Mentre nei romanzi è mostrata fondamentalmente come amica di Richard, nella serie televisiva, riponendo una fiducia cieca nel Creatore e nelle profezie, ritiene inutile qualsiasi intervento nel conflitto con il Guardiano.

### Benjamin Meiffert
Benjamin Meiffert è un capitano dell'esercito d'hariano, introdotto in L'anima del fuoco, promosso a generale in La Fratellanza dell'Ordine. È un leale combattente di Richard Rahl durante la guerra contro l'Ordine Imperiale. In Scontro finale, con Adie trae in salvo Richard, Nicci, Jillian e Bruce dalla prigionia dell'Ordine e partecipa alla successiva battaglia. Nell'epilogo sposa la Mord-Sith Cara Mason, con la quale aveva iniziato una relazione. Meiffert finisce sbranato vivo dagli shun-tuk in Il terzo regno, mentre protegge la ritirata di Richard e Cara in un cunicolo sotterraneo.

### Cara Mason
Cara Mason, chiamata anche Padrona Cara, è una delle Mord-Sith al servizio dei Maestri del D'Hara, dapprima Darken Rahl, poi il suo successore Richard, di cui diventa la combattente più intrepida e leale. È altresì un membro della Prima Fila, un'unità speciale dell'esercito d'hariano deputato alla protezione della persona di lord Rahl, e in sua assenza funge da comandante suprema delle forze armate del D'Hara.
Al pari delle altre Mord-Sith, Cara Mason è stata rapita da bambina e sottoposta ad un crudele addestramento, durante il quale sono stati uccisi i suoi genitori (il padre dalla stessa Cara). Cara si incolpa dell'accaduto, avendo esitato ad ubbidire all'ordine del padre di colpire con un coltello la Mord-Sith che li ha catturati. Quest'ultima, che Cara soprannomina "Serpe", cura poi anche l'addestramento della bambina. Cara ricava dall'esperienza anche una musofobia, sognando di venire divorata nel sonno dai ratti nella cella in cui era rinchiusa.
Cara non appare direttamente in La prima regola del mago, ma ammetterà di aver partecipato con altre Mord-Sith alle torture che venivano inflitte a Richard mentre era prigioniero di Denna. Fa la sua prima fugace apparizione in La pietra delle lacrime, spiccando tra le truppe d'hariane schieratesi con il Cercatore della Verità contro i fedeli allo spirito del defunto Darken Rahl. In La stirpe dei fedeli, con altri membri della Prima Fila, tira fuori con la forza Richard da un accerchiamento della Stirpe dei Fedeli e gli giura fedeltà come nuovo lord Rahl. Richard è dapprima restio e cerca di contrastare gli effetti dell'addestramento disumano delle Mord-Sith, ad esempio ordinando a Cara di dar da mangiare agli uccelli per "punirla" del suo eccessivo zelo. Cionondimeno per l'intera serie sia lui che sua moglie Kahlan Amnell ricorreranno numerose volte alle capacità di Cara, inclusa quella nella tortura, e le dovranno la vita in diverse occasioni. Con Kahlan Cara stringe una forte amicizia, nominandola sorella d'Agiel. Finita la guerra contro l'Ordine Imperiale, in Scontro finale, sposa il generale d'hariano Benjamin Meiffert, che però morirà in Il terzo regno. Perito anche Richard Rahl in La fine della profezia, Cara offre la propria vita per fare da ponte con il mondo sotterraneo in Cuore guerriero, per permettere a Richard di fare ritorno nel mondo dei vivi. Il suo ruolo di guardia del corpo di lord Rahl viene assunto dalla Mord-Sith Vika. Kahlan onora il suo sacrificio dando il suo nome ad uno dei gemelli che mette al mondo nella serie I Figli del D'Hara.
Nella serie televisiva Cara è interpretata da Tabrett Bethell e viene introdotta nell'ultima puntata della prima stagione, per diventare poi una comprimaria nella seconda. Mentre nei romanzi la Mord-Sith più forte viene detta essere Denna, in questa versione Cara le è almeno pari. Qui Cara tradisce Darken Rahl, permettendo a Richard di spedirlo nel mondo sotterraneo, cercando di impadronirsi poi del potere vacante nel D'Hara. Dopo che però le sue consorelle le si sono rivoltate contro e lei essersi pentita delle proprie azioni, viene perdonata da Richard e Kahlan e diventa loro fedele compagna nelle successive avventure. Cara, come concubina di Darken Rahl, ha avuto da lui un figlio, ucciso dopo la nascita. Ha avuto altre relazioni con delle consorelle Mord-Sith e poi con il sostituto Cercatore della Verità Leo Dane, terminata con la sua uccisione ad opera di Nicci.

### Creatore
Il Creatore (in lingua originale, Creator) è l'entità cui nel mondo della Spada della Verità viene ascritta l'esistenza della vita. Molti popoli sia del Nuovo che del Vecchio Mondo gli prestano culto, raffigurandolo come una divinità benevola, che ricompensa i suoi fedeli dopo la morte con pace e felicità eterne e manda gli empi a soffrire per sempre nel regno del Guardiano. Diversamente da quest'ultimo, che nei libri occasionalmente si manifesta attraverso la propria voce, il Creatore non interloquisce e non interferisce mai con il decorso degli eventi.
Come nei libri, anche nella serie televisiva il Creatore apparentemente non si manifesta mai. Tuttavia nella puntata "Creatore" della seconda stagione, una giovane donna di nome Maia (interpretata da Keisha Castle-Hughes) si dichiara incarnazione della dea (nella serie televisiva l'entità è di sesso femminile), tanto da persuadere le Sorelle della Luce a trasferirle tutti i propri poteri e lo stesso Guardiano a volerla incontrare, ma l'episodio si conclude senza chiarire se avesse detto la verità.

### Cyrilla Amnell
Cyrilla Amnell è la figlia di re Wyborn Amnell e sua moglie Bernadine, dai quali ha ereditato il regno di Galea, nelle Terre Centrali. Ha un fratello di nome Harold, generale dell'esercito. Essendo suo padre stato scelto come compagno da una Depositaria, che da lui ha avuto Kahlan Amnell, quest'ultima è sorellastra di Cyrilla, più giovane di lei di dodici anni. Cyrilla è descritta come una governante mite, ma non all'altezza delle sfide che si trova ad affrontare. In La pietra delle lacrime un'armata di partigiani dell'Ordine Imperiale, composta prevalentemente da d'hariani e keltiani, invade Ebinissia, capitale della Galea. Cyrilla viene catturata, ripetutamente violentata e imprigionata. Kahlan riesce a liberarla e reinsediarla sul trono, ma l'esperienza lascia Cyrilla troppo traumatizzata per governare lucidamente. Così, ignorando le indicazioni della sorellastra e i consigli della sua corte, nel sesto volume revoca l'adesione della Galea all'Impero d'hariano e alla guerra contro l'Ordine Imperiale. Rimasto quindi da solo, il regno di Galea viene travolto dalle truppe dell'Ordine Imperiale e Cyrilla viene fatta prigioniera per la seconda volta, torturata e uccisa. La sua testa viene usata dai soldati per giocare a Ja'La.

### Dalton Campbell
Dalton Campbell è l'ambizioso e machiavellico braccio destro di Bertrand Chanboor, ministro della cultura del regno di Anderith, in L'anima del fuoco. Per spianare l'ascesa al trono del corrotto e dissoluto Chanboor dopo la morte del sovrano e sperare quindi di prendere il suo posto come ministro della cultura, Dalton insabbia i suoi numerosi misfatti. Parallelamente, poiché Chanboor teme l'influenza di Richard Rahl e Kahlan Amnell nelle Terre Centrali, Dalton diffonde false voci sul loro conto tra la popolazione, affinché questa, chiamata a votare sulla fazione da prendere nella guerra contro l'Ordine Imperiale, scelga di schierarsi con quest'ultimo. Allo stesso scopo fa rimettere in libertà il fanatico cacciatore di streghe Serin Rajak, il quale per prima cosa fa mettere al rogo di Franca Govenlock, una maga amica dello stesso Dalton. Aggressori inviati da lui pestano fin quasi alla morte Kahlan, provocandole un aborto. Alla fine del romanzo le ambizioni di Dalton si realizzano, ma lui scopre che Chanboor ricambia la sua lealtà intrattenendo apertamente una relazione con la sua amata moglie Teresa, la quale per di più crede di stare agendo con il benestare del marito. Per vendicarsi, Dalton si infetta volontariamente con una grave malattia venerea e la trasmette alla moglie ed al contempo alla moglie di Chanboor, che gli aveva fatto delle profferte, certo così che anche il sovrano verrà contagiato. I quattro muoiono in breve tempo.

### Darken Rahl
Darken Rahl, noto anche come lord Rahl, Padre Rahl o Padrone Rahl, è un mago e Maestro del D'Hara, nonché segretamente un agente del Guardiano del mondo sotterraneo. È il principale antagonista nei primi due volumi della saga, La prima regola del mago e La pietra delle lacrime, apparendo come spirito anche in Il tempio dei venti.
Darken Rahl è il figlio di Panis Rahl, cui è succeduto al trono del D'Hara dopo la sua uccisione ad opera di un getto di fuoco magico scagliato dal Primo Mago Zorander, incantesimo che ha anche deturpato il corpo del giovane Darken Rahl all'altezza della vita. Per il resto, il nuovo lord Rahl appare molto affascinante, è biondo, con gli occhi azzurri, e ostenta modi affabili per celare un'indole spietata. Come è tradizione nella sua casata, Darken Rahl ha rapporti con numerose donne, consenzienti o meno, generando molti figli illegittimi, tra cui Drefan, Oba e Jennsen, nonché Richard, generato dallo stupro della figlia del mago Zorander, paternità di cui però resta ignaro fino a poco prima di morire.
In La prima regola del mago, Darken Rahl cerca di assoggettare le Terre Centrali e i Territori dell'Ovest, presentandosi falsamente come una figura benevola e santa, cui molti arrivano a prestare culto. Per completare il suo piano però intende servirsi del potere delle tre scatole dell'Orden, delle quali due sono già in suo possesso. Uccide George Cypher, padre adottivo di Richard, e con le sue viscere divina la locazione della terza scatola, che però viene portata via dalla bambina Rachel. Fa catturare e torturare Richard, divenuto frattanto Cercatore della Verità, dalla sua Mord-Sith Denna, ma nonostante Richard riesca a resistergli, non si scompone, avendo saputo che un suo alleato (Michael Cypher) è in procinto di portargli la terza scatola, ed anzi è così sicuro della sua imminente vittoria da offrire a Richard di assistere al rituale per evocare il potere dell'Orden. Un estremo tentativo di fermarlo viene compiuto dal Primo Mago Zorander e dalla Madre Depositaria Kahlan Amnell sotto l'effetto del Con Dar, ma questa erroneamente confessa Richard invece di Rahl. Infine però è proprio Richard a trarre in inganno Darken Rahl: apparentemente sotto l'effetto della Confessione (in realtà l'amore che prova per Kahlan lo ha reso immune), gli instilla il dubbio che la sua conoscenza sulla magia dell'Orden sia inesatta e lo induce ad aprire la scatola sbagliata al termine del rito, sicché il tiranno precipita nel mondo sotterraneo.
In La pietra delle lacrime, lo spirito di Darken Rahl viene involontariamente evocato dallo stesso Richard, ignaro di essere figlio di Rahl, nel corso di un rito in cui voleva chiedere consiglio ai propri antenati. Lo spirito torna quindi sulla terra come agente del Guardiano del mondo sotterraneo, per permettere a quest'ultimo di evadere dal mondo dei morti, ed officia un apposito rito nel Giardino della Vita nel suo vecchio palazzo. Tuttavia risulta limitato dalla propria natura incorporea, sicché, quando Richard lo fronteggia per la seconda volta, il Guardiano stesso, parlando attraverso la bocca di Rahl, arriva a promettere l'immortalità a lui e a Kahlan in cambio del suo aiuto. Il Cercatore rifiuta e con la Pietra delle Lacrime rispedisce sia Darken Rahl che il Guardiano nel mondo sotterraneo.
Lo spirito di Darken Rahl appare ancora una volta nel quarto volume, allorquando rivela a Richard di aver imposto come prezzo per l'accesso al Tempio dei Venti il suo matrimonio con Nadine Brighton e quello di Kahlan Amnell con il brutale Drefan. E come prezzo per tornare nel mondo dei vivi, impone a Richard di portare dentro di sé il morbo di un'epidemia mortale. Richard non può che sottomettersi, ma sfrutta un incantesimo appreso nel Tempio dei Venti per scagliare lo spirito di Rahl nell'angolo più buio del mondo sotterraneo, impedendogli di nuocere per sempre.
Nella serie televisiva La spada della verità il personaggio di Darken Rahl è interpretato da Craig Parker. Oltre a divergere dalla controparte cartacea nell'aspetto (ha i capelli scuri), in questa versione non è padre bensì fratellastro di Richard e Jennsen per parte paterna. Nella prima stagione, saputo di una profezia che lo vuole distrutto da Richard, Rahl ordina dapprima lo sterminio dei bambini del luogo d'origine del futuro Cercatore, un villaggio di nome Brennidon, poi invade militarmente le Terre Centrali e i Territori dell'Ovest per catturarlo. Anche in questa versione cerca di impossessarsi delle scatole dell'Orden, ma Richard e i suoi amici lo prevengono e celebrano loro il rito, e Rahl, cercando di interferire, precipita nel mondo sotterraneo. Nella seconda stagione lo spirito di Darken Rahl opera come agente del Guardiano, ma ad un certo punto lo tradisce, riuscendo con uno stratagemma a tornare vivo.

### Dell Brandstone
Dell Brandstone, soprannominato Chase, è un abitante di Hartland, amico di Richard e capo dei custodi del confine magico che all'inizio della serie separa i Territori dell'Ovest dalle Terre Centrali. È descritto come un uomo dal fisico erculeo, combattivo ed amichevole. Ha una moglie di nome Emma e diversi figli. In La prima regola del mago accompagna per un tratto i protagonisti nella traversata del confine e successivamente adotta la bambina Rachel, fuggita da Tamarang. Chase prende poi parte alla guerra contro l'Ordine Imperiale. Alla fine della serie, viene nominato da Richard Custode del Mastio e si trasferisce ad Aydindril con la famiglia.
Il personaggio appare in quattro episodi della prima stagione della serie televisiva La spada della verità, interpretato da Jay Laga'aia.

### Demmin Nass
Demmin Nass è un generale d'hariano e braccio destro di Darken Rahl in La prima regola del mago. Uomo robusto e leale al suo padrone, è altresì un pedofilo, autore di centinaia di abusi ed uccisioni. Catturata Kahlan Amnell, in procinto di violentarla, le rivela falsamente che il suo amato Richard sia morto, provocando che la donna cada preda del Con Dar. In questo stato, la Depositaria lo confessa e lo costringe ad evirarsi e ad uccidersi.
Nella serie televisiva, in cui appare in tre puntate della prima stagione, il personaggio è interpretato da Renato Bartolomei. Anche in questa versione è descritto come un guerriero particolarmente forte e brutale, potenzialmente in grado di battere il Cercatore in duello con la spada. Non si fa riferimento però ad una sua devianza. Inoltre, dopo essere stato confessato da Kahlan, viene da questa usato come combattente e trova la morte per un incantesimo di Zedd.

### Denna
Denna, o Padrona Denna, è la più forte e brutale delle Mord-Sith al servizio del Maestro del D'Hara Darken Rahl. Per propria affermazione, Denna spiccava tra le bambine scelte per bellezza e bontà d'animo per essere addestrate a Mord-Sith ed il suo addestramento è stato più lungo e penoso della media, con l'ultima parte curata da Darken Rahl in persona. Come Mord-Sith, Denna predilige come vittime gli uomini più forti, che è solita torturare fino a ridurli a proprie bambole e tenerli al contempo come amanti, prima che essi soccombano alle sevizie sofferte.
In La prima regola del mago, su incarico di Darken Rahl, Denna cattura Richard nei pressi di Tamarang e lo tortura per un paio di giorni, tra l'altro tenendolo al guinzaglio, infilandogli la propria Agiel nelle orecchie e uccidendolo ripetutamente, per rianimarlo ogni volta con il potere dello "alito di vita". Richard conserverà un trauma perenne per l'esperienza, ma, comprendendo che la donna sia in realtà essa stessa una vittima di anni di atroci abusi, prova pietà per lei, cosa che la sconvolge e la fa innamorare di lui. In una manifestazione distorta del proprio sentimento, Denna gli fa dono della propria Agiel e gli ordina di ucciderla, cosa che Richard compie a malincuore. Lo spirito di Denna appare anche in La pietra delle lacrime, Il tempio dei venti e Scontro finale, nei quali protegge e guida Richard.
Nella serie televisiva, Denna è interpretata da Jessica Marais. Anche in questa versione, cattura e tortura Richard, ma, pur attratta da lui, non se ne innamora. Sconfitta e uccisa dallo stesso Richard, poi rianimata con l'alito di vita da una consorella, Denna uccide Tarralyn, la madre di Richard, per forzare Jennsen, un'altra figlia di Tarralyn, a rubare gli scrigni dell'Orden a Darken Rahl, che lei pensa di utilizzare per sé stessa, ma il piano fallisce e lei è costretta alla fuga. Sopravvissuta alla caduta di Darken Rahl, Denna riappare come tenutaria di un bordello, ma in realtà pianifica di fabbricarsi un Cercatore della Verità fasullo per impossessarsi del potere vacante nel D'Hara. Anche questa volta i suoi piani vengono sventati da Richard e i suoi amici e Denna finisce trafitta da Cara Mason e precipita in un burrone.

### Dennee
Dennee è una Depositaria. Dopo la morte della madre della giovane Kahlan Amnell, quest'ultima viene adottata dalla madre di Dennee. Le due sorelle adottive stringono un forte legame, ma Dennee viene descritta come più fragile e sensibile di Kahlan, provando avversione all'idea di usare la Confessione. Viene brutalmente assassinata da un quadrato (un'unità militare d'hariana composta da quattro guerrieri) per ordine di Darken Rahl poco prima dell'inizio della serie.
Nella serie televisiva Dennee è interpretata da Tania Nolan. In questa versione Dennee e Kahlan sono sorelle di sangue, entrambe figlie di una Depositaria e di un uomo da lei confessato. Alla morte della madre - giacché nella serie televisiva la Confessione perde effetto con la morte della Depositaria - il suo compagno, ora libero, si rivale contro le proprie bambine, tenendole legate e trattandole come mostri. Le due sorelle riescono a scappare e vengono cresciute dalle Sorelle della Luce a Thandor. Denne accompagna Kahlan fino al confine magico tra le Terre Centrali e i Territori dell'Ovest, ma resta indietro e viene catturata dai d'hariani. Viene successivamente liberata e rivela di essere rimasta incinta da un d'hariano confessato di nome Finn. Con il neonato, il compagno e altre Depositarie superstiti si rifugia sull'isola di Valaria in attesa della fine della guerra, ma vengono scovati e tutti uccisi da una truppa di d'hariani capitanata da Cara Mason. Nella seconda stagione il suo spirito viene richiamato dal mondo sotterraneo e si incarna nel corpo di una prostituta di nome Lucinda (interpretata da Gina Holden). In un primo momento dichiara di non voler più essere una Depositaria e volersi invece occupare del figlio di Lucinda, rimasto orfano, ma in seguito accetta di fare le veci della Madre Depositaria al Consiglio delle Terre Centrali, mentre Kahlan è impegnata nella ricerca della Pietra delle Lacrime.

### Drefan Rahl
Drefan Rahl è il figlio di Darken Rahl e di una cortigiana d'hariana e quindi fratellastro di Richard Rahl. Biondo e attraente, come tutti i membri di casa Rahl senza magia, Drefan è "completamente privo del Dono". In Il tempio dei venti, Drefan si presenta al Palazzo del Popolo come sommo prete del Raug'Moss, un ordine di guaritori, per offrire i propri servigi al nuovo Maestro del D'Hara, Richard. Dapprima diffidente, questi poi lo accoglie con gratitudine, risultando le abilità di Drefan preziose contro un'epidemia che imperversa. Successivamente, per entrare nel Tempio dei Venti e sperare di fermare l'epidemia, Richard è costretto a soddisfare una richiesta degli spiriti e a sposare una donna di nome Nadine Brighton, mentre la sua amata, Kahlan Amnell, deve sposare Drefan. Durante l'assenza di Richard però Drefan svela la sua vera natura di crudele psicopatico e femminicida seriale, che cerca di impossessarsi del potere nel D'Hara. Anche la sua carica di sommo prete è un'impostura. Tortura quindi la Mord-Sith Cara Mason con dei ratti per farsi rivelare la permanenza di Richard e, quando questo ritorna dal Tempio dei Venti, lo attacca con la Spada della Verità. Tuttavia l'autentico Cercatore della Verità riesce a sopraffarlo. Drefan viene finito poco dopo dalla Sliph.

### Du Chaillu
Du Chaillu è la "donna degli spiriti", sacerdotessa e leader del popolo dei Baka Ban Mana, esiliato nel Vecchio Mondo da tremila anni. In La pietra delle lacrime appare come prigioniera del popolo dei Majendi, il quale chiede a Richard Rahl e Verna Sauventreen, di passaggio dalle loro terre, di sacrificarla. Richard si rifiuta e la libera, al ché lei lo attira in un agguato, costringendolo a lottare e uccidere trenta guerrieri, tra cui cinque mariti della stessa Du Chaillu. La donna spiega poi di aver in questo modo fatto avverare una profezia, per cui Richard è il "Caharin", un inviato degli spiriti con la missione di riportare i Baka Ban Mana nella loro patria, nel Nuovo Mondo. Alla fine del romanzo Richard effettivamente, con l'aiuto della stessa Du Chaillu, riesce nell'impresa, abbattendo la barriera della Valle dei Perduti che separa il Vecchio Mondo dal Nuovo. Du Chaillu riappare in L'anima del fuoco, in cui, dopo essere stata uccisa dai rintocchi e rianimata dall'alito di vita di Cara, dà alla luce una bambina (era rimasta incinta di un Majendi durante la prigionia), che chiama Cara per gratitudine.
Nella serie televisiva è interpretata da Miriama Smith.

### Fitch
Fitch, chiamato spregiativamente anche "Fetch", è uno dei personaggi principali di L'anima del fuoco. È un giovane del popolo haken, che lavora come sguattero nella residenza del ministro della cultura del regno di Anderith, Bertrand Chanboor. Come tutti gli Haken, Fitch è stato indottrinato fin dall'infanzia a credere che il suo popolo sia malvagio per natura e che debba espiare dei presunti crimini commessi contro il popolo degli Ander, in un'epoca in cui erano gli Haken a governare Anderith, mentre attualmente il potere è detenuto dagli Ander. Casualmente Fitch un giorno assiste a come la sua amica Beata, una Haken, venga violentata dal ministro della cultura, un Ander. Tuttavia Dalton Campbell, l'attendente del ministro, riesce a persuaderlo a tacere sull'accaduto ed a porsi al suo servizio. Fitch compie per ordine di Campbell svariate azioni criminali, dall'intimidazione all'omicidio, per proteggere il buon nome del ministro, fino a quando Campbell lo scarica, intimandogli di fuggire da Anderith. Fitch si reca ad Aydindril e ruba la Spada della Verità, sperando di usarla per dimostrare la propria innocenza, ma al rientro ad Anderith viene sorpreso dall'arrivo dell'esercito dell'Ordine Imperiale e finisce ucciso.

### Fyren
Fyren è il principe del regno del Kelton e capo del Consiglio delle Terre Centrali durante gli eventi de La pietra delle lacrime. Quando la regina Cyrilla Amnell di Galea invoca l'intervento del Consiglio contro le violazioni dei confini galeani compiute da soldati keltiani e d'hariani, sotto l'insegna dell'Ordine Imperiale, Fyren la fa imprigionare. Al ritorno della Madre Depositaria Kahlan Amnell, Fyren è costretto a restituirle il primo seggio, che aveva usurpato durante la sua assenza, ma in segno di spregio orina sul suo letto. Poco dopo viene ritrovato assassinato e il suo consigliere personale, il mago Neville Ranson, accusa Kahlan del delitto e la fa arrestare. Presumibilmente l'assassino è proprio Neville, che segretamente è altresì un baneling istruito dalle Sorelle dell'Oscurità.
Nella serie televisiva, il personaggio di Fyren appare nella puntata L'amuleto di Oloron ed è interpretato da Toby Leonard Moore. Anche in questa versione spadroneggia in seno al Consiglio delle Terre Centrali, approfittando dell'assenza della Madre Depositaria. Al ritorno di quest'ultima viene da lei confessato e scelto come compagno. Emerge successivamente però che Kahlan Amnell è stata precedentemente sdoppiata in due versioni distinte e che quella che ha confessato Fyren è la versione razionale e ligia al dovere. Alla fine dell'episodio le due versioni vengono eliminate per ricomporre la Madre Depositaria originaria, sicché la confessione di Fyren perde di efficacia. Altro di lui non viene mostrato. 

### Giller
Giller è un mago del secondo ordine, allievo di Zeddicus Z'ul Zorander e protettore della Madre Depositaria Kahlan Amnell, prima di abbandonare l'ordine dei maghi per porsi al servizio della regina Milena di Tamarang. In La prima regola del mago è perciò ritenuto un traditore, ma il suo vero scopo è tenere d'occhio una delle tre scatole dell'Orden, che si trova appunto in possesso della regina Milena. Quando viene a sapere che la regina intende consegnarla al Maestro del D'Hara Darken Rahl, Giller la ruba e la fa portare via dalla bambina Rachel. Arrestato, si autodistrugge con un sortilegio per impedirsi di parlare sotto tortura.
Nella serie televisiva Giller è interpretato da Phil Peleton. In questa versione è un mago del primo ordine come Zedd ed ha davvero tradito le Terre Centrali, ponendosi al servizio dello stesso Darken Rahl. Su suo ordine compie svariati incantesimi e diabolici esperimenti per creare delle Depositarie fedeli a Rahl. Riuscito a mettere le mani su Kahlan, viene da lei ucciso quando la Depositaria cade sotto l'effetto del Con Dar.

### Guardiano
Il Guardiano del mondo sotterraneo (in lingua originale, Keeper of the underworld) è un potente spirito, che presiede alla morte e costituisce la controparte negativa del dio Creatore. Imprigionato nel mondo dei morti dal cosiddetto "Velo", il Guardiano cerca da sempre di distruggerlo per evadere e cancellare la vita dal mondo. Per realizzare questi fini, si serve di uomini che gli si sono votati (i baneling), ai quali promette in cambio potere e altri doni (in particolare, la magia detrattiva, altrimenti assente nel mondo). Attraverso lacerazioni nel Velo, riesce anche ad inviare nel mondo creature mostruose, come gli screeling.
Nella seconda stagione della serie televisiva, il Guardiano dapprima appare privo di una forma fisica e si manifesta solo attraverso la propria voce (doppiato in lingua originale da William Morgan Sheppard), solo nell'ultima puntata si incarna in un bambino di nome Declan (interpretato da Nicholas Balopoulos-Cooke) per ingannare Richard e sottrargli la pietra delle lacrime. Nella serie viene altresì detto che in origine il Guardiano fosse l'amante del Creatore, ma che poi, ingelositosi dei suoi figli, avesse iniziato a perseguitarli con la morte, per cui il Creatore utilizzò la pietra originatasi dalle sue lacrime di dolore per bandire il Guardiano nel mondo sotterraneo.

### Hannis Arc
Il vescovo Hannis Arc di Saavedra è un potente mago dotato di poteri occulti proveniente dalla provincia d'hariana di Fajin, in una regione settentrionale denominata "Terre oscure". La sua famiglia, originariamente governante della regione, era vista come una potenziale minaccia dal Maestro del D'Hara, Panis Rahl, che diede ordine di sterminarla. Hannis fu nascosto dalla madre e riuscì a sopravvivere. Per tornare al potere, Hannis consegnò una delle scatole dell'Orden a Darken Rahl, figlio e successore di Panis, e, durante la guerra tra l'Impero d'hariano e l'Ordine Imperiale, inviò truppe a supporto di Richard Rahl, nipote di Panis e nuovo Maestro del D'Hara. Segretamente continuò però a meditare vendetta contro Casa Rahl. Introdotto in La macchina del presagio, riesce in Il terzo regno ad impadronirsi del sangue di Richard ed a usarlo per riportare in vita l'antico imperatore Sulachan, con cui si allea, costituendo uno dei principali antagonisti fino a Cuore guerriero. Dopo la sconfitta di Sulachan, viene a sua volta ucciso a tradimento dalla Mord-Sith Vika, che sceglie di passare a Richard.

### Jagang
Jagang, chiamato dai suoi sostenitori anche Jagang il Giusto, è un tiranno dei sogni, capo dell'Ordine Imperiale e imperatore del Vecchio Mondo. È un uomo calvo e muscoloso, con due baffi lunghi e sottili. I suoi occhi, grigi, scuri e privi di iride e pupilla, sono caratteristici dei tiranni dei sogni, individui con il potere di insinuarsi nella mente delle persone per controllarle. Sebbene coltivi la fama di feroce condottiero, è altresì uno stratega paziente e metodico, che muove all'attacco solo quando dispone di un vantaggio notevole sull'avversario. I suoi obiettivi sono la sottomissione del Nuovo Mondo, l'imposizione di un regime di assoluto egualitarismo e l'eliminazione della magia. Introdotto in La stirpe dei fedeli, è l'antagonista principale della serie fino a Scontro finale.
La comparsa di un nuovo tiranno dei sogni tremila anni dalla fine della Grande Guerra dei Maghi, quando queste armi umane furono generate, è causata da Lothain, una spia all'epoca infiltratasi nel Tempio dei Venti. L'allora Primo Mago Baraccus non è in grado di correggerlo, può solo azionare un'altra magia, procurando la venuta al mondo di un mago guerriero, il futuro Cercatore della Verità Richard Rahl, che si opporrà a Jagang.
Jagang è originario della città di Altur'Rang, nel Vecchio Mondo. Cresciuto come un ladro di strada, Jagang si imbatte casualmente in Fratello Narev, che riconosce il suo potenziale e lo istruisce nella dottrina della Fratellanza dell'Ordine. Jagang diventa quindi capo dell'Ordine Imperiale, con la missione di imporre un governo basato sul credo della Fratellanza in tutto il mondo. Riesce nel corso di anni ad unificare sotto il proprio dominio i regni del Vecchio Mondo e, dopo che la barriera con il Nuovo Mondo cade, Jagang prepara l'invasione anche di questo. A Tanimura, nei pressi del confine, assoggetta le Sorelle della Luce e dell'Oscurità, pianificando di insediarsi nel Palazzo dei Profeti e, sfruttandone la magia che frena l'invecchiamento di chi vi abita, governare in eterno. Il suo piano viene sventato da Richard Rahl, Maestro del D'Hara e capo della resistenza del Nuovo Mondo, che distrugge il Palazzo. In più, grazie ad un antico incantesimo di Casa Rahl, chiunque gli giuri fedeltà risulta protetto dall'influsso del tiranno dei sogni. Nonostante la sua avversione per la magia, Jagang ne fa ampiamente uso in guerra: costringe maghi e incantatrici soggiogati dal suo potere a servirlo come schiavi e combattere per lui, invoca una profezia a doppio vincolo che ha come vittima lord Rahl, scatena una pestilenza, crea armi magiche utilizzando persone, come il penetrante Nicholas. La guerra intanto procede con violenza efferata, giacché Jagang permette ai suoi uomini di saccheggiare, violentare e uccidere a piacimento nei territori invasi. L'altrettanto brutale resistenza opposta dall'esercito d'hariano, pur provocando perdite enormi nelle file dell'Ordine Imperiale, riesce solo a rallentarne l'avanzata. Giunto alle porte di Aydindril, Jagang guida personalmente la truppa che muove all'assalto del Mastio del Mago, ma il ritrovamento del capo reciso del suo mentore, Fratello Narev, ucciso ad Altur'Rang da Richard Rahl, gli fa perdere per la prima volta il controllo della situazione, sicché l'attacco si risolve in una carneficina e lo stesso Jagang scampa fortunosamente al letale fuoco magico scagliatogli contro dal Primo Mago Zedd, riportando comunque una profonda ferita alla coscia. Muovendo alla volta del D'Hara, ricattura le Sorelle dell'Oscurità Ulicia, Armina e Cecilia, che aveva lasciato fuggire fingendo di aver perduto il controllo su di loro, e si impadronisce al contempo di due scatole dell'Orden e della Madre Depositaria Kahlan Amnell, finite in potere delle Sorelle. L'imperatore raggiunge all'inizio dell'inverno il Palazzo del Popolo e ordina la costruzione di una rampa per superare le mura. Ottenuta anche la terza scatola dell'Orden, Jagang offre a Richard di risparmiare la popolazione del Palazzo del Popolo, in cambio dell'accesso al Giardino della Vita per celebrare il rito dell'Orden. Richard accetta e, mentre le Sorelle dell'Oscurità si preparano ad attivare l'Orden per Jagang, questi si reca da Nicci, divenuta frattanto fedele a lord Rahl. Ma Nicci riesce a sorpresa a mettere al collo di Jagang un Rada'Han, lo costringe ad assistere al fallimento del rito dell'Orden e infine lo uccide. 

### Jebra Bevinvier
Jebra Bevinvier è una veggente, cioè una persona capace di avere visioni del futuro, pur non essendo un mago profeta o una strega. Viene introdotta nel secondo volume, quando viene aggredita da uno screeling ad Aydindril, mentre è in servizio presso una nobildonna. Nel romanzo manifesta visioni sulle presunte morti di Richard e Kahlan Amnell. Successivamente entra al servizio della regina Cyrilla di Galea, per consigliarla nel governo, ma questa, sconvolta per le sevizie subite durante il saccheggio di Ebinissia ad opera di sostenitori dell'Ordine Imperiale, ordina il ritiro della Galea dalla guerra contro l'Ordine Imperiale. Jebra, che le predice che in tal modo la Galea e lei stessa verranno comunque distrutte, viene imprigionata per punizione. La veggente viene poi catturata dalle truppe dell'Ordine Imperiale e schiavizzata, ma Shota la libera. In Fantasma, Jebra viene sopraffatta da nuove visioni al Mastio del Mago e avverte insistentemente Nicci di non lasciare mai solo Richard, dopodiché sparisce misteriosamente.

### Jennsen Rahl
Jennsen Rahl, nota anche con i falsi nomi di Lindie e Jennsen Daggett, è figlia di Darken Rahl e di una cameriera, e quindi sorellastra di Richard, ma, essendo nata "completamente priva del Dono", è costretta fin dalla nascita alla clandestinità, per evitare che il padre la uccida. Menzionata una prima volta nel quarto volume, è protagonista de I pilastri della creazione. Ha venti anni e i capelli rossi.
All'inizio del settimo volume, Jennsen accoglie in casa uno sconosciuto di nome Sebastian per rifocillarlo. Di lì a poco dei soldati la attaccano e uccidono la madre di Jennsen, mentre lei e Sebastian riescono a fuggire. L'uomo le spiega che Darken Rahl sia frattanto morto, per cui ad aizzarle contro i soldati debba essere stato il nuovo Maestro del D'Hara, Richard, fratellastro di Jennsen stessa. Della propria natura di "completamente priva del Dono" viene in parte edotta dall'incantatrice Althea, che la proteggeva già quand'era bambina e le conferma ora che i maghi, come Darken Rahl, temano quelli come lei, ritenendoli una potenziale minaccia per l'esistenza stessa della magia. Convinta quindi che neppure Richard Rahl le darà mai tregua, decide di accettare l'offerta di Sebastian, di cui si è frattanto innamorata, e si unisce all'Ordine Imperiale. Ha quindi l'occasione di conoscere l'imperatore Jagang e, grazie alla propria natura, lo protegge da una fiammata magica scagliatagli contro dal mago Zedd. Per avere l'occasione di eliminare personalmente Richard Rahl, stringe un patto con la Sorella dell'Oscurità Perdita, ma al momento di fronteggiare il fratellastro, questi la aiuta ad aprire gli occhi sui raggiri che ha subito: sono stati gli uomini dell'Ordine Imperiale, istruiti proprio da Sebastian, ad uccidere sua madre. Jennsen respinge inorridita Sebastian e passa dalla parte di Richard, ove rincontra Tom, un gentile vinaio che l'aveva ripetutamente aiutata. In L'impero degli indifesi, Jennsen accompagna Richard e i suoi compagni nel Bandakar, ove sono stati segregati gli altri discendenti di Casa Rahl completamente privi del Dono, aiuta a liberarli dall'Ordine Imperiale e decide di rimanervi assieme a Tom, che sposa. Alla fine della serie, Jennsen decide di trasferirsi col marito nel mondo parallelo privo di magia creato da Richard con le scatole dell'Orden. In La legge dei nove appare Alexander Rahl, suo probabile discendente nel mondo contemporaneo.
Nella serie televisiva, Jennsen Rahl è interpretata da Brooke Williams. In questa versione è figlia di Panis Rahl e Tarralyn Zorander, condivide quindi entrambi i genitori con Richard Rahl, inoltre sembra essere l'unica al mondo "completamente priva del Dono". Qui ad assassinare sua madre è la Mord-Sith Denna (episodio Rivelazioni) ed a farle credere che Richard le sia nemico è Darken Rahl, loro fratellastro (episodio L'epidemia). Appare anche in un episodio della seconda stagione (Annullamento).

### Jit
Jit è una donna delle siepi della remota regione d'hariana delle Terre oscure. Vive con sette creature umanoidi del mondo sotterraneo, suoi famigli, in una palude nella Traccia di Kharga, nella quale attira le vittime di cui si nutre. In La macchina del presagio, complice di Hannis Arc, strega un ragazzo di nome Henrik, che avvicina Richard Rahl e Kahlan Amnell e li graffia, tornando poi da Jit con un campione della loro pelle. Jit la usa per attirare Richard e Kahlan nel proprio covo con la magia e catturarli. Richard scopre che la donna delle siepi è immune anche alla Spada della Verità, ma riesce a tagliare il filo che le tiene cucita la bocca, Jit quindi non riesce più a trattenere il suo urlo magico, che si rivela talmente letale da uccidere chiunque lo senta, inclusa Jit stessa. Richard riesce a salvarsi tappandosi le orecchie con della stoffa. 

### Ludwig Dreier
L'abate Ludwig Dreier è un mago al servizio del vescovo Hannis Arc, introdotto in La macchina del presagio. Dreier possiede sia il Dono che poteri occulti e li usa per torturare sadicamente i propri prigionieri, spingendoli al limitare tra la vita e la morte, in un punto in cui il tempo lineare si attorciglia su di sé, nella speranza di carpire da loro delle predizioni su avvenimenti futuri. Tra le vittime di questo trattamento vi è Kahlan Amnell. In La fine della profezia però la Depositaria si ritrova ad avere il coltello dalla parte del manico, e Dreier, pur di avere salva la vita, è costretto a preservare il corpo di Richard Rahl dal decadimento. Come promesso, Kahlan gli permette di allontanarsi dal Palazzo del Popolo, ma poi lo colpisce a morte con una freccia, commentando di non aver specificato fino a quale distanza lo avrebbe lasciato libero di andare. 

### Madre di Richard
La madre di Richard è la figlia del Primo Mago Zeddicus Z'ul Zorander e di sua moglie Erilyn, un'incantatrice. Appare nel prequel Debito di ossa, quando è ancora una bambina, e per tutta la serie il suo nome non viene rivelato. Braccando invano suo padre, i soldati d'hariani inviati da Panis Rahl uccidono Erylin e fanno prigioniera la figlia. Questa viene tratta in salvo da una donna di nome Abby, infiltratasi nel campo d'hariano per cercare invece la bambina propria. Divenuta adulta, viene violentata da Darken Rahl, figlio di Panis, e rimane incinta di suo figlio, cui dà il nome Richard. Si ritira quindi nei Territori dell'Ovest, ove conosce George Cypher, vedovo e padre di un bambino di nome Michael. Lui e la donna si sposano e crescono i rispettivi figli come fratelli. Quando Richard e Michael sono ancora molto giovani, una lite scoppiata in casa di George fra quest'ultimo e uno sconosciuto dà origine ad un incendio, nel corso del quale la madre di Richard perde la vita.
Nella serie televisiva la madre di Richard è interpretata da Judy McIntosh. In questa versione si chiama Tarralyn Zorander e resta incinta di Richard non da Darken Rahl bensì da Panis Rahl sotto le mentite spoglie di un pastore. Il bambino le viene portato via dopo la nascita, affinché si avveri la profezia che lo vuole futuro Cercatore della Verità. Tre anni più tardi Panis la visita di nuovo e genera con lei una bambina che verrà chiamata Jennsen. Circa venti anni più tardi, Tarralyn viene uccisa dalla Mord-Sith Denna, che promette di rianimarla con il suo alito di vita, se Jennsen ruba due scatole dell'Orden dal Palazzo del Popolo. La ragazza ubbidisce, ma Denna rivela di averla ingannata, in quanto l'alito di vita non ha effetto se dalla morte della vittima passa troppo tempo.

### Magda Searus
Magda Searus è la prima Depositaria ad essere stata generata. Ripetutamente citata nel corso della serie, il suo spirito appare in Cuore guerriero e lei è protagonista del prequel La leggenda di Magda Searus, ambientato circa tremila anni prima de La prima regola del mago.
Già prima di diventare Depositaria, lady Magda Searus, moglie del Primo Mago Baraccus, era una donna molto influente nel consiglio delle Terre Centrali. Durante la Grande Guerra dei Maghi, Baraccus si reca nel mondo sotterraneo a visitare il Tempio dei Venti, ma subito dopo il proprio ritorno muore, apparentemente suicida. Da un suo messaggio segreto Magda scopre di un gruppo di traditori, al soldo del Vecchio Mondo. Per scovarli, Magda si allea con il mago Merrit, col quale forgia la spada della verità. I due frattanto scoprono l'identità del capo dei traditori, il capo accusatore Lothain, e per fermarlo Magda accetta di sottoporsi ad un pericoloso rituale per farsi tramutare nella depositaria del potere della confessione, diventando la prima di un ordine di entità incarnazioni della verità, che Merrit aveva intravisto in una visione. Il rituale ha successo è la nuova Depositaria usa il proprio potere per smascherare Lothain e i suoi complici. Successivamente Magda fonda l'ordine delle Depositarie, di cui diventa la prima Madre Depositaria, e siede al primo posto nel consiglio delle Terre Centrali. Merrit diventerà suo marito.

### Merissa
Merissa, o Sorella Merissa, è una delle sei Sorelle della Luce assegnate come insegnanti a Richard durante la sua permanenza al Palazzo dei Profeti, in La pietra delle lacrime. Tutte e sei sono segretamente Sorelle dell'Oscurità, che nel corso del romanzo cercano invano di eliminare sia Richard stesso che la Priora Annalina, ma, scoperte, fuggono dal Palazzo con il loro capo, Sorella Ulicia, via mare. Nel terzo volume però l'imperatore Jagang, usando i suoi poteri di tiranno dei sogni, riduce in schiavitù le Sorelle e fa di Merissa la propria concubina. Grazie ad uno stratagemma, Sorella Ulicia fa sì che Richard accetti un loro giuramento di fedeltà, potendosi quindi schermare dal potere di Jagang, per permettere a lei e alle compagne di evadere dalla prigionia. Merissa giura a sua volta, ma anziché fuggire decide di inseguire attraverso la sliph Richard per riprovare ad ucciderlo. Richard, conficcando la Spada della Verità nella sliph, provoca la morte di Merissa.
Nella serie televisiva Sorella Merissa appare in due episodi della seconda stagione, interpretata da Faye Smythe. Dapprima officia un rituale di magia per evocare lo spirito di Sorella Nicci, precedentemente uccisa, e permettergli di tornare in vita nel corpo di un'altra Sorella dell'Oscurità. Dopo che però Nicci fallisce nuovamente nel tentativo di fermare la ricerca della Pietra delle Lacrime da parte di Richard e dei suoi amici, Merissa e alcune compagne cercano di sottrarle l'Han ed eliminarla. Le incantatrici cadono però in una trappola e Merissa viene decapitata da Nicci con un lancio di dacra. 

### Michael Cypher
Michael Cypher è il figlio di George Cypher e quindi fratello adottivo di Richard Rahl, ma i due crescono nella convinzione di essere fratelli di sangue. Da adulto, si dedica alla politica, diventando capo del consiglio dei Territori dell'Ovest. Progressivamente rompe i rapporti con il padre ed il fratello, verso il quale nutre una fortissima gelosia, cosa di cui Richard stesso però non si accorge. In La prima regola del mago Michael si schiera dalla parte di Darken Rahl, facendo sì che la sua Mord-Sith Denna catturi Richard a Tamarang e consegnandogli l'ultima scatola dell'Orden. Sconfitto Rahl e saputo del tradimento di Michael, Richard lo fa arrestare e decapitare.
Nella serie televisiva Michael Cypher è interpretato da David de Lautour. In questa versione, il rapporto tra i fratellastri non è altrettanto conflittuale come nel romanzo. Qui Michael si schiera con Darken Rahl credendo che i d'hariani vogliano proteggere la sua gente dai garg provenienti dalle Terre Centrali, e quando Richard gli fa comprendere di essere ingannato, si schiera con lui, morendo nel successivo combattimento per liberare i Territori dell'Ovest.

### Nadine Brighton
Nadine Brighton è una giovane erborista e guaritrice di Hartland, che appare in Il tempio dei venti. Da sempre innamorata di Richard, soprattutto dopo essere stata da lui salvata da un'aggressione e un tentato stupro, arriva a consumare un rapporto con Michael, il fratellastro di Richard, nel tentativo di farlo ingelosire. Successivamente, forte di un pronostico della strega Shota, Nadine si presenta al Palazzo del Popolo, dichiarando di essere destinata a sposare Richard. Quest'ultimo, pur innamorato di Kahlan, è costretto ad assecondarla per soddisfare gli spiriti ed ottenere l'accesso al tempio dei venti, celebrando quindi un doppio matrimonio, in cui lui sposa Nadine e Kahlan sposa Drefan, altro fratellastro di Richard. Ma ad insaputa di tutti, Cara, credendo di fare un favore a Kahlan, fa in modo che i due sposi entrino ciascuno nella camera dell'altro, e Drefan, un brutale psicopatico, scaraventa Nadine giù per un precipizio.
Nella serie televisiva il ruolo di interesse amoroso del protagonista antecedente a Kahlan è svolto da una ragazza di nome Anna, interpretata da Jessica Chapnik. Questo personaggio ha avuto una relazione effettiva con Richard e appare più coraggiosa e sincera di Nadine, sicché, dopo aver aiutato Richard e i suoi compagni a cacciare i d'hariani da Hartland, riconoscendo l'amore che Richard prova per Kahlan, si separa da lui senza rancore.

### Narev
Narev, o Fratello Narev, è un incantatore e capo della Fratellanza dell'Ordine. Giacché nella serie esistono altrimenti solo incantatrici, Narev risulta dotato di un genere di magia unico al mondo. Originario del Vecchio Mondo, Narev è il profeta di un culto fanatico per il dio Creatore, che considera la vita umana miserabile e indegna, redimibile solo attraverso l'autosacrificio al servizio dei bisognosi. Tra i suoi adepti spiccano Nicci, assieme alla quale Narev ha trascorso numerosi anni al Palazzo dei Profeti, e Jagang, il quale viene da Narev ispirato nella fondazione dell'Ordine Imperiale. All'interno di quest'ultimo, Fratello Narev e gli altri sacerdoti dellaFratellanza svolgono il ruolo di autorità morali. Nel sesto volume Fratello Narev si scontra con Richard Rahl, allorquando questi fa scoppiare una ribellione contro l'Ordine Imperiale, ma la sua natura di incantatore fa sì che i suoi poteri magici non abbiano effetto su Richard e viceversa, per cui il combattimento viene risolto all'arma bianca: Narev riesce a ferire l'avversario, ma viene da questi strangolato. La sua testa viene poi mozzata ed esposta ad Aydindril, come sinistro messaggio per l'imperatore Jagang.

### Nathan Rahl
Nathan Rahl è un potente mago profeta. In giovane età Nathan fu portato via dal D'Hara dalle Sorelle della Luce, passando i successivi 900 anni nel Palazzo dei Profeti, ad essere istruito nella magia, a formulare e studiare profezie. Nonostante venisse trattato come un ospite di riguardo, concedendogli tra l'altro numerose donne per il proprio piacere personale, e stimando la collaborazione della Priora Annalina Aldurren, Nathan è sempre stato consapevole di essere un prigioniero, in quanto la sua capacità di profeta lo rende al contempo troppo prezioso e troppo pericoloso per essere lasciato libero.
In La pietra delle lacrime fa la conoscenza di Richard Rahl, suo discendente, il quale, essendo il primo mago guerriero venuto al mondo da tremila anni, rischia a sua volta di essere tenuto prigioniero dalle Sorelle della Luce per i secoli a venire. Nathan aiuta quindi Richard a evadere dal Palazzo dei Profeti ed al contempo la Priora a salvarsi dalle ferite riportate da un attacco delle Sorelle dell'Oscurità.
Nei romanzi successivi, Nathan riesce ad eludere la sorveglianza della Priora e quindi a tornare in libertà. Temporaneamente si farà passare per lord Rahl al posto di Richard, infiltrandosi nelle file dell'Ordine Imperiale. In Il tempio dei venti libera dalla schiavitù dell'Ordine Imperiale una ragazza di nome Clarissa, che si innamora di lui, ricambiata, e lo aiuta a distruggere i libri delle profezie prima che cadano nelle mani dell'Ordine, ma che finisce poi uccisa da una Sorella dell'Oscurità.
Nathan assume nuovamente il ruolo di lord Rahl in Fantasma dietro suggerimento di Zedd, in un momento in cui Richard è creduto morto o disperso mentre viaggiava con la Sliph.
Nathan Rahl riappare come compagno di Nicci nella serie di romanzi di The Nicci Chronicles.

### Nicci
Nicci, o Sorella Nicci, soprannominata anche Amante della morte e Schiava regina nel periodo in cui serve l'Ordine Imperiale, è una delle incantatrici più potenti. Alla sua prima apparizione, in La pietra delle lacrime, ha 181 anni, ma, come gli altri abitanti del Palazzo dei Profeti, ha mantenuto un aspetto giovanile. È bionda, con gli occhi azzurri, veste sempre di nero ed è dotata di una bellezza sinistra.
Nicci è originaria del Vecchio Mondo, figlia di un intraprendente armaiolo e di una donna molto religiosa. Quest'ultima la istruisce nel credo della Fratellanza dell'Ordine, cioè che l'uomo sia intrinsecamente malvagio e che l'unica via per avvicinarsi al dio Creatore dopo la morte sia il sacrificio di sé in favore dei bisognosi. Emersi i suoi poteri, Nicci viene portata nel Palazzo dei Profeti, a Tanimura, da Sorella Alessandra e diventa una Sorella della Luce. Alla morte dei genitori, si rende conto di non aver mai davvero conosciuto il padre e di non provare nulla per la madre. Sempre Sorella Alessandra convince Nicci a convertirsi al Guardiano e la fa diventare una Sorella dell'Oscurità. In questa doppia veste, Nicci compie gesti di totale abnegazione sia in favore del prossimo che di efferata crudeltà, non provando mai né gioia né rimpianto e guadagnandosi una fama lugubre anche tra le Sorelle dell'Oscurità.
All'arrivo di Richard al Palazzo dei Profeti, in La pietra delle lacrime, Sorella Nicci diventa sua istruttrice. Intuisce il potenziale pericolo che costituisce, ma al contempo si sente spiazzata e attratta dall'imprevidibilità delle sue azioni e da una luce in lui che le ricorda qualcosa del defunto padre. Alla fine del romanzo, scoperta, fugge con altre cinque Sorelle dell'Oscurità dal Palazzo dei Profeti. Nel terzo volume Nicci cade nelle mani dell'imperatore Jagang, che, grazie ai suoi poteri di tiranno dei sogni, la soggioga e ne fa la propria schiava. Essendo anche lui un adepto della Fratellanza dell'Ordine, Nicci riesce ad ascendere a sua luogotenente, presentandolo con successo come un inviato del Creatore alle nazioni invase dall'Ordine Imperiale. La sua insensibilità le permette inoltre di resistere alle torture che Jagang è solito infliggere quando penetra nella mente delle persone, tanto che l'imperatore arriva quasi a provare rispetto per lei, pur continuando ad usarla come propria schiava sessuale. Nel sesto volume Nicci rintraccia di nuovo Richard Rahl, getta un incantesimo della maternità su sua moglie Kahlan, sicché ogni cosa che capiti a lei sia subita anche da Kahlan, e, minacciando quindi di uccidere la Depositaria, obbliga Richard a seguirla in un viaggio ad Altur'Rang, la capitale dell'Ordine Imperiale. I due vivono in incognito come marito e moglie per circa un anno e mezzo, durante il quale Nicci cerca di dimostrare a Richard la bontà della missione dell'Ordine Imperiale, per poi ucciderlo. Ma alla fine Nicci viene conquistata da una statua celebrativa dell'amore e della vita, che Richard scolpisce come gesto di sfida alla Fratellanza dell'Ordine: la donna comprende la fallacità del suo credo, decide quindi di rinnegare la Fratellanza ma anche le Sorelle della Luce e dell'Oscurità, per vivere la sua vita per sé stessa e non più come schiava dei bisogni degli altri. Nicci revoca l'incantesimo di maternità e si schiera con Richard nel corso della sommossa che scoppia contro l'Ordine Imperiale. La donna si rende altresì conto di amare Richard e lo sosterrà lealmente nelle successive avventure, pur essendo dolorosamente consapevole che i suoi sentimenti non sono ricambiati. Rimasta in un primo tempo ad Altur'Rang, Nicci in La catena di fuoco ne guida la difesa contro la truppa inviata a reprimere la ribellione, offrendosi tra l'altro come esca per eliminare il comandante nemico, Fratello Kronos. Salva Richard da una freccia conficcata nel suo petto con un incantesimo di magia detrattiva, convincendosi erroneamente di essere responsabile dei suoi successivi deliri, giacché Richard chiede continuamente di una donna (Kahlan) di cui né lei né nessun'altro ricorda nulla. Da Tovi, una Sorella dell'Oscurità, Nicci, fingendosi ancora schiava di Jagang, apprende che il motivo dell'amnesia collettiva è un sortilegio delle Sorelle dell'Oscurità, che hanno rapito la Depositaria per utilizzarla per evocare il potere dell'Orden. Successivamente Nicci attiva una scatola dell'Orden, che però viene rubata dalla strega Sei. La donna torna al Palazzo del Popolo, dove viene rapita e riportata da Jagang. Qui rincontra Kahlan e riesce a liberarsi. Jagang ha intanto messo le mani sulle tre scatole dell'Orden e costretto le Sorelle dell'Oscurità ad evocarne il potere per lui, ma quando va a trovare la sua prigioniera, questa a sorpresa gli pone al collo un Rada'Han e lo uccide.
Nicci torna a combattere al fianco di Richard e dei suoi compagni nella serie delle Terre oscure, a partire da La macchina del presagio. In La fine della profezia una nefasta visione della strega Red predice a Kahlan che Richard sarà ucciso da Nicci. La Depositaria viene accoltellata a morte dall'incantatrice Samantha e Richard, a sua volta ferito, implora Nicci di usare la magia per salvare la moglie, cosa che tuttavia gli costa la vita. In Cuore guerriero Nicci riesce tuttavia a riportarlo indietro dal mondo sotterraneo, benché ciò richieda il sacrificio di Cara. Alla fine della serie, Nicci decide di partire con Nathan Rahl, fungendo da ambasciatrice di Richard, in una serie di avventure narrate nei quattro romanzi de The Nicci Chronicles, di cui è protagonista.
Nella serie televisiva, in cui compare in cinque episodi della seconda stagione, Nicci è interpretata in un primo tempo da Jolene Blalock ed è sia esteticamente che caratterialmente diversa dalla controparte cartacea. In questa versione non è motivata dall'ideologia della Fratellanza, bensì dal desiderio di porre fine ad ogni sofferenza del mondo con l'estinzione della vita. È inoltre la leader delle Sorelle dell'Oscurità, che, nascoste tra le Sorelle della Luce, segretamente operano per il Guardiano. Accoglie l'ignaro Richard e lo persuade a cederle il suo Han per poter evadere dal Palazzo dei Profeti, ma Richard, avvedutosi dell'inganno, fa sì che la donna venga catturata. Evasa, Nicci lo insegue e lo affronta con i suoi compagni, perdendo la vita nello scontro. Il suo spirito viene evocato dalle Sorelle dell'Oscurità nel corpo di Sorella Porsha (interpretata da Emily Foxler, più somigliante alla Nicci dei romanzi), permettendole di riprovare a fermare il Cercatore della Verità. Anche in questa versione Nicci getta un incantesimo della maternità su Kahlan per costringere Richard ad accompagnarla in un viaggio, al termine del quale conclude di non voler più lottare per il Guardiano bensì solo per sé stessa. Intanto, avendo sottratto l'Han a numerosi altri personaggi, inclusa Kahlan, è divenuta una delle incantatrici più potenti del mondo, ma finisce uccisa nuovamente da Cara Mason. Poco dopo però ritorna in vita grazie ad un'altra Mord-Sith e si ritrova con un Rada'Han al collo, alla mercé di Darken Rahl.

### Nicholas
Nicholas il Penetrante è in L'impero degli indifesi il capo delle truppe dell'Ordine Imperiale che occupano la regione del Bandakar. Per volontà dell'imperatore Jagang, Nicholas è stato sottoposto ad un doloroso rito e reso un penetrante, un mago con la capacità di entrare nella mente di uomini e animali, ucciderli e utilizzare i loro corpi. Pur odiando Jagang per averlo fatto trasformare, Nicholas, creatasi l'occasione, cattura la Madre Depositaria Kahlan Amnell per consegnargliela, sperando di ottenere il D'Hara come ricompensa oppure, alternativamente, di sostituirsi a Jagang come imperatore. I suoi poteri gli permettono tra l'altro di prevalere sulla Confessione di Kahlan. Infine però Richard con un inganno riesce ad indurre Nicholas a penetrare nel corpo di una capra per spiare le sue conversazioni, approfittandone per rintracciare il suo corpo originario, rimasto indifeso, e decapitarlo.
Un personaggio di nome Nicholas appare anche nell'ultimo episodio della prima stagione della serie televisiva, interpretato da Jack Hurst da giovane e da Paul Barrett da vecchio. Avendo Darken Rahl sconfitto il Cercatore, costringe Kahlan Amnell a sposarlo e genera con lei un figlio, che chiama Nicholas. Questi, un Depositario, ben presto abusa del proprio potere, si sbarazza dei propri genitori ed arriva a imporsi come dominatore assoluto del mondo. Alla fine dell'episodio Richard, con l'aiuto di Cara Mason, riesce però a tornare indietro nel tempo e a scongiurare questo decorso degli eventi.

### Oba Rahl
Oba Rahl, cresciuto con il nome di Oba Shalk, è un figlio illegittimo del Maestro del D'Hara Darken Rahl e di una serva. In I pilastri della creazione le sue vicende si svolgono in parallelo a quelle di Jennsen, che come lui è figlia di Rahl e "completamente priva del Dono", condizione per la quale i due sono odiati dai maghi e costretti a vivere in clandestinità in un isolato villaggio d'hariano. La vita di Oba è resa infelice dal risentimento della madre, fino a quando delle voci provenienti dal mondo sotterraneo lo persuadono di essere invincibile. Apprese le proprie origini, Oba si convince di poter spodestare l'attuale Maestro del D'Hara, il suo fratellastro Richard. Durante il suo viaggio commette diversi sanguinosi delitti per vendicarsi delle sofferenze passate, uccidendo tra gli altri la propria madre. Grazie alla sua natura di completamente privo del Dono, riesce ad impadronirsi della Spada della Verità e a fronteggiare Richard Rahl ai Pilastri della Creazione, ma finisce sepolto da dei macigni e abbandonato al proprio destino.

### Panis Rahl
Panis Rahl è stato il Maestro del D'Hara prima di Darken Rahl, suo figlio. È stato responsabile di una sanguinosa campagna d'invasione delle Terre Centrali, durante la quale è ambientato il prequel Debito di ossa, e ispiratore di diverse azioni del successore Darken Rahl in La prima regola del mago, quale il tentativo di usare le scatole dell'Orden per dominare il mondo. Tra i crimini di guerra di Panis c'è l'utilizzo della magia per avvelenare i frutti di colore rosso delle Terre Centrali. Suo principale avversario è stato il Primo Mago Zeddicus Z'ul Zorander, che in un attentato ordinato da Panis perde la moglie Erylin. Zorander riesce a porre fine alla guerra innalzando una barriera magica tra le Terre Centrali ed il D'Hara e lanciando una fiammata magica che uccide Panis e sfregia suo figlio Darken Rahl.
Nella serie televisiva Panis Rahl è interpretato da Sam Snedden (da giovane), Paul Barrett (da vecchio) e da John Rhys-Davies (quando impersona lo studioso Horace Guildermayer). In questa versione, Panis Rahl, pur presentato come un tiranno, non è un personaggio completamente negativo. Rifiutato come allievo dal mago Carracticus Zorander, riesce ad ingraziarsi al suo posto il di lui figlio Zeddicus, che diventa suo amico e lo aiuta, tra l'altro, a generare con la magia un erede, Darken Rahl. Carracticus, saputo da una profezia delle future malefatte di Darken Rahl, cerca di eliminarlo, al ché Panis lo uccide, guadagnandosi l'inimicizia dei suoi figli Zeddicus e Thaddicus. Anche Panis però col tempo inizia a temere il destino del figlio e quindi, per permetterne la futura sconfitta, assume le sembianze di un pastore e seduce Tarralyn Zorander, la figlia di Zeddicus, che gli partorisce il futuro Cercatore della Verità Richard e, tre anni più tardi, Jennsen. Saputolo, Darken Rahl uccide il padre, il quale però viene rianimato da una Mord-Sith e nascosto dal generale Trimack. Anni dopo ha l'occasione di riappacificarsi con il suo amico d'un tempo Zedd e di aiutare suo figlio Richard nella ricerca della Pietra delle Lacrime, ma finisce ucciso dalle Sorelle dell'Oscurità. Nel mondo sotterraneo, con sua stessa sorpresa, Darken Rahl lo accoglie con un abbraccio.

### Rachel
Rachel è una bambina del regno di Tamarang, nelle Terre Centrali. La famiglia di Rachel è stata messa a morte per avere la nonna tardato ad inginocchiarsi al cospetto della regina Milena. Rachel viene adottata proprio dalla regina, che ne fa la compagna di giochi della propria figlia Violet, la quale sottopone Rachel ad ogni sorta di angherie, tra cui costringerla a dormire in un baule. Alla fine della serie emerge che la famiglia di Rachel e la casa reale di Tamarang sono lontanamente imparentate.
In La prima regola del mago Rachel viene avvicinata dal mago Giller, a sua volta al servizio della regina Milena, che la persuade a portare via di nascosto da Tamarang una delle tre scatole dell'Orden, ambita dal Maestro del D'Hara Darken Rahl. Attaccata da un garg, la bambina viene salvata da Chase Brandstone, amico di Richard, cui consegna la scatola. Chase più tardi la adotta. Nel secondo romanzo della serie, Zedd le affida la Pietra delle Lacrime, che lei consegnerà più tardi a Richard, permettendogli di bandire il Guardiano.
Rachel accompagna Chase nella missione di salvataggio di Zedd ed Adie dalla prigionia dell'Ordine Imperiale, ma poi cade nelle mani della strega Sei e della regina di Tamarang, la sua ex-padrona Violet. Rachel però, ormai cresciuta grazie agli insegnamenti di Chase, riesce a scappare, e di nuovo porta con sé una delle scatole dell'Orden e la consegna a Nicci. Violet, per vendicarsi, lancia un incantesimo che sguinzaglia contro Rachel delle bestie del mondo sotterraneo, ma questa riesce a modificare il disegno dell'incantesimo, facendo sì che le bestie divorino Violet al posto suo. Alla fine di Scontro finale si ritira nel Mastio del Mago per studiare la magia.
Nella serie televisiva, Rachel è interpretata da Jordana Beatty. Anche in questa versione partecipa al furto della scatola dell'Orden della regina Milena, mentre invece non prende parte alla ricerca della Pietra delle Lacrime. Inoltre viene adottata da una donna di nome Martha anziché da Chase.

### Samantha
Samantha, soprannominata Sammie, è una giovane incantatrice introdotta in Il terzo regno. Proviene da una famiglia di maghi del villaggio di Stroyza, nelle Terre Oscure, ma tutti i suoi parenti eccetto la madre, Irena, sono stati portati via e uccisi per ordine del vescovo Arc, che li utilizza per ottenere dei presagi, sicché il compito di sorvegliare il vallo settentrionale è rimasto interamente affidato a Sammie e Irena. Quando Richard e Kahlan raggiungono Stroyza, Sammie riconosce spaventata in Richard il tocco della morte lasciato da Jit. Successivamente viene coinvolta in un attacco di un'orda di shun-tuk. I poteri di Sammie si mostrano in un primo tempo insufficienti per salvare Richard e respingere i nemici, tuttavia successivamente emergono in tutta la loro potenza. Durante la ritirata però Irena, rivelatasi una traditrice, uccide Zedd e Richard lo vendica strangolandola. Sorda ad ogni spiegazione, Sammie cede all'odio e permette ad uno spirito maligno di insediarsi in lei. Cercando di colpire Richard, ferisce a morte Kahlan. I due protagonisti riescono a sfuggire alla morte grazie a Nicci e al sacrificio di Cara. In Cuore guerriero Samantha, dopo aver sterminato Stroyza, attira in una trappola Richard e Kahlan per eliminarli definitivamente, ma accidentalmente finisce col provocare invece la morte propria.

### Samuel
Samuel è il famiglio della strega Shota, introdotto in La prima regola del mago. In passato Samuel è riuscito ad uccidere il Cercatore della Verità allora in carica, rubandogli la Spada della Verità ed il titolo. Non riuscendo tuttavia a padroneggiare la magia della Spada, ne è stato posseduto, riducendosi ad un bruto privo di senno, capace di malapena di parlare. Disperato, si recò dalla strega Shota, la quale non riuscì ad aiutarlo ma per pietà gli permise di rimanere con lui. La Spada della Verità fu poi riconquistata dal mago Zedd, che successivamente la consegnò al nuovo Cercatore della Verità, Richard. In seguito cade sotto l'incantesimo della strega Sei, nemica di Shota. In Scontro finale aggredisce Kahlan Amnell, ma questa lo confessa e, rifiutandosi di concedergli il proprio perdono, ne provoca la morte.
Nella serie televisiva Samuel è interpretato da John Rawls. Anche in questa versione è compagno di Shota, ma appare lucido, né viene detto che sia un ex-Cercatore della Verità.

### Sebastian
Sebastian è un agente dell'Ordine Imperiale e stratega di fiducia dell'imperatore Jagang, che in I pilastri della creazione si infiltra nel D'Hara e rintraccia Jennsen Rahl, ragazza "completamente priva del Dono", immune cioè a qualsiasi effetto della magia. La ragazza è figlia segreta di Darken Rahl e costretta alla clandestinità, giacché i Rahl uccidono le persone nella sua condizione. Jennsen accoglie in casa Sebastian, apparentemente ammalato, e lui, allorquando dei soldati d'hariani la aggrediscono e le uccidono la madre, prende le sue difese e le promette di aiutarla a vendicarsi di Richard Rahl, ritenuto il mandante dei soldati. Nel viaggio Sebastian arriva ad innamorarsi di Jennsen, che lo ricambia e i due diventano amanti, e la ragazza arriva a stringere un patto con le Sorelle dell'Oscurità, pur di salvarlo in un momento in cui era gravemente ferito. Ma nel momento in cui Jennsen affronta Richard per ucciderlo, questi la aiuta a rendersi conto che Sebastian le abbia sempre mentito, orchestrando sia l'aggressione alla sua casa che il suo salvataggio, in quanto i soldati d'hariani erano in realtà uomini dell'Ordine Imperiale. Sebastian tenta invano di convincere Jennsen della sincerità del proprio amore per lei, ma al suo rifiuto si ritrae e poco dopo si suicida con del veleno.
Un personaggio di nome Sebastian appare anche in due episodi della serie televisiva, in cui è interpretato da Ted Raimi. In questa versione si tratta di un dubbio commerciante di oggetti magici (mappe nel primo episodio, pozioni magiche nel secondo).

### Sei
Sei è una strega del Vecchio Mondo, che in Fantasma cerca di impossessarsi dei domini di Shota e insediandosi a Tamarang come consigliera della regina Violet, la quale però è di fatto un suo fantoccio. Secondo Shota, il nome "Sei" le è stato imposto dalla madre come segno di vergogna e che Sei si sia quindi vendicata uccidendola. Sei, pur non essendo un membro dell'Ordine Imperiale, si allea con Fratello Narev e poi con l'imperatore Jagang, sperando di ritagliarsi un proprio regno nel Nuovo Mondo. Cattura prima Richard Rahl e successivamente Kahlan Amnell, per venderli a Jagang, ma entrambi riescono a sfuggirle. Sei viene infine sorpresa da un'illusione di Shota, che assume le sembianze di sua madre, la sopraffà e la uccide.

### Shota
Shota è una strega che vive nel pozzo di Agaden, un luogo sempre rigoglioso, circondato da un ambiente perennemente ostile, popolato da strane creature. Con lei vive Samuel, un ex-Cercatore della Verità caduto sotto il suo incantesimo e ridotto a suo famiglio, e successivamente un drago di nome Gregory. Shota è un personaggio molto temuto nelle Terre Centrali, tra i suoi poteri ci sono quello di mutare aspetto e avere delle visioni del futuro.
In La prima regola del mago, Richard e Kahlan si recano da Shota per scoprire dove si trovi la terza scatola dell'Orden. La strega, dopo aver catturato la Madre Depositaria e messo alla prova il Cercatore della Verità, accontenta la loro richiesta e li avverte di aver visto nel futuro che Kahlan confesserà Richard, visione che si avvera quando la donna, in preda al Con Dar, scambia Richard per Darken Rahl. Su Richard la Confessione si rivela però inefficace, grazie al profondo amore che lui prova per lei. In La pietra delle lacrime, Shota, scoperto che Richard e Kahlan sono intenzionati a sposarsi, dichiara di aver previsto che avranno un figlio maschio, un Depositario, e giura di ucciderlo per evitare che diventi una minaccia per il mondo. Nel Tempio dei venti invia una ragazza di nome Nadine al Palazzo del Popolo, dopo averla convinta di essere destinata a sposare Richard Rahl; alla furiosa Kahlan spiega poi di aver agito così per accontentare gli spiriti e permettere a Richard di accedere al Tempio dei Venti e porre fine ad una pestilenza magica che imperversa. Alla fine del romanzo, quando Richard e Kahlan riescono comunque a sposarsi, Shota offre le proprie congratulazioni e regala a Kahlan un ciondolo magico per evitare che rimanga incinta. Anche durante gli eventi de La catena di fuoco, Fantasma e Scontro finale, Shota assiste Richard con consigli e avvertimenti nella sua ricerca di Kahlan e la sua ultima lotta contro l'Ordine Imperiale e le Sorelle dell'Oscurità. Shota deve inoltre vedersela con un'altra strega di nome Sei, che arriva ad impossessarsi del suo famiglio e del Pozzo di Agaden. Dopo averla uccisa prendendo le sembianze di sua madre ed aver aiutato Richard, Kahlan, Zedd, Rikka e Tom a tornare al Palazzo del Popolo a dorso del drago Gregory, Shota si ritira nel Pozzo di Agaden in attesa del destino finale. Alla sconfitta dell'Ordine Imperiale, Shota, con un sorriso ambiguo, dice a Cara di far sapere a Richard che lo ucciderà se tornerà al Pozzo di Agaden.
Nella serie dei Figli del D'Hara, quando Kahlan si scopre incinta di due gemelli, Shota assume il ruolo di antagonista. Con l'aiuto di altre streghe, dapprima confonde Richard, Kahlan, Shale e sei Mord-Sith con delle illusioni e arriva quasi a far abortire Kahlan. A Bindamoon, sede del suo palazzo d'inverno, Shota soggioga Shale e trova così la tredicesima strega per la propria congrega, fa crollare il palazzo sopra Richard e fa prigioniera Kahlan. Emerge ora che il suo vero scopo non è uccidere i bambini della Depositaria, bensì crescerli e sfruttare il loro potere per dominare il mondo. Ma la stessa Kahlan riesce a liberarsi e infine ad uccidere Shota con l'aiuto di un serpente bianco di Shale.
Nella serie televisiva, Shota è interpretata da Danielle Cormack e appare in sei episodi. Ha avuto una relazione con Zedd, interrotta da questo per evitare che fosse generato un figlio troppo potente e pericoloso. Shota sfrutta la propria capacità di prevedere il futuro e ricorre a svariati e ambigui stratagemmi per aiutare Richard, come trasformarlo in un'altra persona per evitargli un duello fatale con Demmin Nass, ed un suo alleato, re Gregor, in un mostro sanguinario per permettergli di lottare contro gli invasori d'hariani. Nella seconda stagione, avendo previsto che Richard fallirà nella lotta contro il Guardiano, cerca di convincere Zedd a nominare un nuovo Cercatore della Verità, arrivando a cancellargli la memoria con la magia per costringerlo. Solo quando Richard viene portato al Palazzo dei Profeti dalle Sorelle della Luce, Zedd si fa convincere e Shota gli indica un candidato in un uomo di nome Leo Dane.

### Sulachan
Sulachan è l'imperatore del Vecchio Mondo durante la Grande Guerra dei Maghi, tremila anni prima degli eventi de La prima regola del mago. Pur di fisico fragile e malaticcio, è un mago dotato di grandi poteri occulti, che persegue l'obiettivo di unire il mondo dei vivi e quello dei morti, per governare in eterno su entrambi. Riportato in vita con il sangue di Richard Rahl in Il terzo regno, costituisce il maggior antagonista di questo e dei successivi romanzi, fino ad essere distrutto in Cuore guerriero.

### Tobias Brogan
Tobias Brogan è il Lord Generale della Stirpe dei Fedeli, un gruppo militante di fanatici devoti al Creatore, che, considerando la magia uno strumento del Guardiano, dà la caccia a chi ne è dotato. Originario del Nicobarese, nelle Terre Centrali, Tobias è cresciuto in una famiglia iperprotettiva nella convinzione di essere destinato a grandi imprese. Sua sorella Lunetta arriva ad usare la magia per imbruttirsi, per evitare di sottrarre attenzioni che ritiene dovute al fratello. Brogan, pur consapevole dei poteri della sorella e maltrattandola per questo, non si fa scrupolo ad usarli per i suoi fini. In La stirpe dei fedeli, Brogan, come capo dell'organizzazione che dà il titolo al romanzo, assiste ad Aydindril assiste al discorso con cui Richard Rahl scioglie il consiglio delle Terre Centrali ed esige la sottomissione al proprio regno, il D'Hara, in vista della guerra contro l'Ordine Imperiale. Brogan si persuade che Rahl sia un baneling e decide quindi di aiutare l'Ordine Imperiale, che a sua volta vuole estirpare la magia. Nel corso degli eventi emerge però che anche lui, come Lunetta, sia un dotato e tale verità lo porta progressivamente alla pazzia. Delirando che il Creatore stesso sia un baneling, viene ucciso da Lunetta, la quale a sua volta viene subito dopo uccisa da un uomo della Stirpe.

### Trimack
Trimack è un generale d'hariano, comandante della Prima Fila, una formazione deputata alla protezione di lord Rahl. Dopo la caduta di Darken Rahl, si distingue come leale combattente al servizio del nuovo Maestro del D'Hara, Richard Rahl. Il Primo Mago Zedd lo incarica alla sorveglianza del Giardino della Vita, nel Palazzo del Popolo, compito in cui fallisce in due occasioni a causa dei poteri magici delle Sorelle dell'Oscurità. In Scontro finale viene ucciso dalla Bestia da sangue.
Nella serie televisiva Trimack appare in due episodi della seconda stagione, in cui è interpretato da James Gaylyn.

### Ulicia
Ulicia, o Sorella Ulicia, appare in La pietra delle lacrime come Sorella della Luce che riveste il ruolo di segretaria della Priora Annalina, ma, come emerge più avanti nel corso del romanzo, è segretamente il capo delle Sorelle dell'Oscurità, nonché una delle incantatrici più potenti della serie. Sfruttando la sua vicinanza alla Priora, ha avuto modo tra l'altro di consultare un libro di profezie, nonché di mantenere segreta la propria congrega per anni, convertendo frattanto altre incantatrici e altri maghi del Palazzo dei Profeti al Guardiano. Alla fine del romanzo, avendo saputo che la Priora abbia dei sospetti, la attacca e apparentemente la uccide, ma, scoperta da Richard e Sorella Verna, fugge assieme ad altre cinque Sorelle dell'Oscurità a bordo di una nave tenuta pronta appositamente. In La stirpe dei fedeli viene soggiogata assieme alle compagne dal potere del tiranno dei sogni Jagang, che fa delle Sorelle della Luce e dell'Oscurità le proprie schiave. Ulicia però riesce con uno stratagemma a costringere Richard ad accettare il suo giuramento di fedeltà, schermandosi così al potere del tiranno dei sogni, senza però rinnegare il Guardiano, in tal modo può fuggire nuovamente assieme a tre compagne. Successivamente le quattro Sorelle dell'Oscurità mettono in moto gli eventi della Catena di fuoco: sequestrano la Madre Depositaria Kahlan Amnell, cancellano la sua esistenza dalla memoria di tutti, penetrano nel Palazzo del Popolo e si impossessano delle scatole dell'Orden. Ulicia e le sue compagne cadono però nuovamente nelle mani di Jagang, che afferma di averle tenute sott'occhio tutto il tempo, fingendo solamente di non essere più in grado di soggiogarle, mentre il loro giuramento di fedeltà a Richard Rahl non aveva in realtà mai funzionato. Attraverso Ulicia, Jagang quindi fa evocare il potere dell'Orden per sé stesso. Il rito tuttavia fallisce, in quanto sussiste un blocco che impedisce di usare le scatole se si è animati dall'odio, inoltre il Libro delle ombre importanti si rivela di fatto un inganno escogitato dai maghi del passato. Le Sorelle dell'Oscurità precipitano quindi nel mondo sotterraneo.
Una Sorella dell'Oscurità di nome Ulicia appare anche nella serie televisiva, interpretata da Meryl Main, ma in questa versione ha una parte molto piccola, essendo la leader delle Sorelle dell'Oscurità Nicci.

### Uomo uccello
L'Uomo uccello (in lingua originale, Bird Man) è un membro del Popolo del Fango, una primitiva e isolata popolazione delle Terre Centrale. Anche se il Popolo del Fango viene governato da un consiglio di anziani, l'Uomo uccello è di fatto il vero capo. In La prima regola del mago accoglie ospitalmente Kahlan Amnell e Richard, soprannominando quest'ultimo "il collerico" dopo che questi, rispondendo al tipico saluto del Popolo del Fango, lo stende con un poderoso pugno. Sempre l'Uomo uccello celebra il rito per fare ammettere Richard e Kahlan nel Popolo del Fango. Appare anche nei successivi romanzi, sempre come alleato dei protagonisti.

### Verna Sauventreen
Verna Sauventreen, chiamata anche Sorella Verna e (da La stirpe dei fedeli in poi) Priora Verna, è un'incantatrice e Sorella della Luce. Alla sua prima apparizione, in La pietra delle lacrime, ha circa 140 anni, quindi relativamente giovane rispetto ad altre consorelle, ma essendo rimasta lontana dal Palazzo dei Profeti per venti anni, il suo aspetto è quello di una donna di mezza età
Verna Sauventreen viene trovata da piccola dalle Sorelle della Luce, che la portano a Tanimura, al Palazzo dei Profeti, le insegnano ad utilizzare il Dono e la fanno entrare nel loro ordine. Ivi inizia una relazione con il mago Jedidiah, da cui nasce una bambina di nome Leitis, la quale però, non possedendo il Dono, viene allontanata dal Palazzo dei Profeti e quindi invecchia normalmente, morendo di vecchiaia assai prima della madre. A Verna e alle Sorelle Grace ed Elizabeth viene affidato l'incarico di rintracciare il mago Richard Rahl, che riescono a portare a termine solo venti anni dopo, quando Richard è ormai adulto e per nulla intenzionato ad andare al Palazzo dei Profeti, ove intuisce ben presto che con la scusa dell'addestramento nella magia le Sorelle della Luce lo terranno prigioniero. Grace ed Elizabeth si suicidano per trasferire la propria magia a Verna e renderla più convincente, ma Richard insiste nel rifiuto, tanto che l'incantatrice accarezza l'idea di ucciderlo, se non fosse che Kahlan Amnell interviene ed ordina a Richard di recarsi al Palazzo dei Profeti, essendole stato predetto che altrimenti lui morirà. L'uomo si sottomette malvolentieri, si fa mettere al collo il Rada'Han e per tutto il viaggio e la permanenza al Palazzo dei Profeti si mostra scostante e ostile verso Verna e le sue consorelle. Per tale ragione, Verna rischia il declassamento a novizia, ma proprio Richard interviene in sua difesa e lo impedisce. Il rapporto tra i due lentamente migliorerà. Intanto Verna viene confrontata con l'abbandono di Jedidiah. Si scoprirà inoltre che il mago, così come le Sorelle Christabel, Amelia e Janet, care amiche di Verna, si è votato segretamente al Guardiano. La stessa Verna ucciderà Jedidiah ed in seguito Janet. Avendo frattanto sviluppato un legame d'amicizia e stima con Richard, insieme a lui ferma l'attacco delle Sorelle dell'Oscurità, lo libera dal Rada'Han e lo aiuta a fuggire. In La stirpe dei fedeli, essendo la Priora Annalina apparentemente morta a seguito della lotta con le Sorelle dell'Oscurità, sulla base di sue disposizioni Verna viene nominata nuova Priora. Viene a sapere dell'imminente arrivo di Jagang, imperatore del Vecchio Mondo, il quale, coi suoi poteri di tiranno dei sogni, sottomette con facilità la maggior parte delle Sorelle della Luce e dell'Oscurità, ma non Verna, la quale ha giurato fedeltà a Richard Rahl, proteggendosi così grazie ad un antico incantesimo legato ai membri di casa Rahl. Verna riesce a far giurare fedeltà a Richard anche ad altre Sorelle della Luce ed al mago Warren, un allievo del Palazzo dei Profeti, e con loro fugge, mentre il Palazzo dei Profeti viene distrutto. Verna e le sue Sorelle della Luce si uniscono alla guerra contro l'Ordine Imperiale, durante la quale lei e Warren si sposano, ma il mago viene ucciso da un uomo dell'Ordine, lasciando Verna vedova. Dopo la fine della guerra, Verna ricostituisce la Sorellanza della Luce al Mastio del Mago.
Nella serie televisiva, Verna, interpretata da Alison Bruce, compare in quattro episodi della seconda stagione. In questa versione le Sorelle della Luce che la accompagnano si chiamano Katherine ed Elizabeth, e solo la prima perde la vita, ma non per suicidio bensì perché catturata dai mriswith e tramutata in una di loro. Verna inoltre, in disaccordo con la Matriarca Annalina Aldurren, abbandona temporaneamente il Palazzo dei Profeti per aiutare Richard nella lotta contro il Guardiano.

### Warren
Warren è un mago del Vecchio Mondo che vive a Tanimura nel Palazzo dei Profeti. Richard lo incontra poco dopo il suo arrivo al Palazzo quando Warren s'interessa a lui perché è il Cercatore e il "portatore di morte" descritto in alcune profezie che sta studiando. Durante il periodo di tempo trascorso da Richard al Palazzo dei Profeti, i due diventano amici. Warren è inizialmente innamorato di Sorella Pasha, ma quando la vede cercare di uccidere Richard pensando che sia un servo del Guardiano, la spinge dalla finestra per salvare l'amico. Tre mesi dopo, Verna viene nominata Priora al posto della defunta Annalina e Warren incoraggia la donna ad accettare la carica per poter combattere le Sorelle dell'Oscurità. In seguito a un litigio con Verna, Warren si allontana dal Palazzo dei Profeti, ma viene catturato dalle Sorelle dell'Oscurità e rinchiuso nei sotterranei con il Rada'Han al collo per diventare il nuovo profeta; viene tuttavia salvato da Verna e i due, capendo di amarsi, si baciano. Poco dopo, Warren scappa dal Palazzo dei Profeti dopo aver giurato fedeltà a Richard insieme a Verna e alle Sorelle della Luce, mentre il Palazzo viene distrutto. Il mago torna ben presto preda dei mal di testa dovuti al dono, avendo abbandonato il Rada'Han troppo presto, e ha una visione che gli rivela che, se non seguirà Verna nella sua missione per salvare Sorella Amelia e Sorella Janet da Jagang, morirà. Durante la missione, però, l'imperatore riesce a entrare nelle menti di Verna e Warren perché Richard è nel Tempio dei Venti, che si trova a cavallo con il Mondo Sotterraneo; Warren diventa il nuovo profeta dell'imperatore, che lo costringe a lavorare sulle profezie in continuazione nonostante svenga spesso per il mal di testa, ma riesce a liberarsi dal suo controllo giurando fedeltà a Nathan, nuovo lord Rahl, e a scappare. Raggiuntolo nella foresta di Hagen, Nathan usa la magia su Warren per fermare i suoi mal di testa. Tornato all'accampamento d'hariano del generale Reibisch con Verna, Warren si dimostra entusiasta dell'arrivo di Zedd e si offre di andare con lui da Richard per convincerlo a cambiare idea e continuare la lotta contro l'Ordine Imperiale. Poco dopo, il mago chiede a Zedd la cortesia di sposare lui e Verna, ma la cerimonia viene rimandata a causa di un attacco dell'Ordine Imperiale. Il matrimonio si tiene infine alcuni mesi dopo; all'arrivo della primavera, il mago consiglia di spostare l'esercito davanti ad Aydindril per proteggere la città fino al nuovo inverno. Il piano di Warren ha successo e l'esercito d'hariano riesce a rimandare la caduta di Aydindril alla primavera, ma nei primi giorni d'inverno, nel tentativo di proteggere la piccola Holly da Gadi, un assassino dell'Ordine Imperiale infiltratosi nel campo d'hariano, Warren viene ucciso.

### Zeddicus Zu'l Zorander
Zeddicus Zu'l Zorander, chiamato anche mago Zorander, familiarmente Zedd, o anche Ruben Rybnik (quando viaggia in incognito per le Terre Centrali), è un mago del primo ordine, asceso a Primo Mago durante la guerra contro il D'Hara, nonché nonno materno di Richard Rahl, di cui funge in un primo tempo da mentore. È descritto come un uomo anziano, molto alto e magro, con capelli bianchi e arruffati. Si presenta solitamente d'indole gioviale e stravagante, non facendo mistero di avere un debole per il buon cibo e la compagnia femminile. Tuttavia è dotato di una conoscenza vastissima della magia e di grandi poteri, tra i quali il caratteristico "fuoco magico" che usa in combattimento. Zedd è protagonista del prequel Debito di ossa e tra i personaggi principali di tutti i romanzi della serie, da La prima regola del mago a Cuore guerriero.
Durante la guerra mossa da Panis Rahl, Maestro del D'Hara, contro le Terre Centrali, Zedd perde l'amata moglie Erilyn, un'incantatrice. Ucciderà Panis col fuoco magico, sfregiando al contempo suo figlio Darken Rahl. Per porre fine al conflitto, Zedd eleva con la magia delle barriere incantate tra il D'Hara, le Terre Centrali e i Territori dell'Ovest. Sua figlia verrà violentata da Darken Rahl e darà luce ad un figlio di nome Richard. I due vanno a vivere nei Territori dell'Ovest con il marito della donna, George Cypher, ed anche Zedd li segue, abbandonato l'ordine dei maghi, in disaccordo con la corruzione che vi regna. Fa brevemente ritorno nelle Terre Centrali per recuperare la Spada della Verità, caduta nelle mani della strega Shota, affrontandola in uno scontro del quale entrambi conservano un cattivo ricordo. Fino all'inizio de La prima regola del mago, Zedd vive quindi in solitudine nei pressi della città di Hartland, considerato dagli abitanti un bizzarro misantropo, benché si sospetti che abbia dei poteri magici. Solo Richard stringe con lui un legame di amicizia, viene però in un primo tempo tenuto all'oscuro della parentela che li unisce.
In La prima regola del mago, Zedd viene rintracciato dalla Madre Depositaria Kahlan Amnell, che vorrebbe convincerlo, anche a costo di usare su di lui la Confessione, a far uso del potere dei maghi di nominare un Cercatore della Verità, da opporre alla minaccia di Darken Rahl. Zedd spiega di non potere e non volere usare quel potere a piacimento, riconoscendo tuttavia in Richard un candidato ideale, gli consegna la Spada della Verità. Accompagna quindi Richard e Kahlan attraverso il confine magico, prossimo a dissolversi, ma si ferma presso la casa dell'incantatrice Adie, con la quale intreccia una turbolenta relazione. Nei successivi romanzi vive svariate avventure in parallelo alle vicende di Richard e Kahlan, incrociando ripetutamente le loro vie ma dovendosene spesso separare. Ad esempio, in La stirpe dei fedeli, la Priora Annalina lo costringe a seguirla, mettendogli al collo un Rada'Han, di cui Zedd riesce poi a liberarsi (azione ritenuta impossibile). O ancora in L'anima del fuoco, con un pretesto allontana Richard e Kahlan, per tentare di risolvere da solo la minaccia dei rintocchi. Se quindi in un primo tempo è Zedd ad istruire Richard nelle "regole del mago", successivamente Richard è costretto ad arrangiarsi ed apprenderle da solo. Zedd si unisce alla guerra contro l'Ordine Imperiale, riuscendo quasi, in I pilastri della creazione, ad eliminare l'imperatore Jagang. Partecipa ancora alla guerra contro Hannis Arc e l'imperatore Sulachan, nella saga delle Terre oscure. In La fine della profezia Zedd affronta un discorso con Richard, in cui, affermando che l'unica cosa che gli abbia reso la vita degna di essere vissuta siano le persone amate, gli presenta la possibilità di ritirarsi dalla guerra per vivere in pace con Kahlan, come fece lui a suo tempo, cosa che però Richard ribatte di non poter fare. Poco dopo Zedd sorprende Irena, una superstite del villaggio di Stroyza, inviare di nascosto messaggi con un libro di viaggio; intuisce quindi si tratti di una traditrice e la affronta, ma, colto di sorpresa dal fatto che sia dotata di poteri occulti, viene da lei decapitato. Irena viene poi strangolata dal furibondo Richard. Lo spirito di Zedd appare ancora in Cuore guerriero ed il suo nome verrà dato da Kahlan ad uno dei suoi gemelli (serie I figli del D'Hara).
Nella serie televisiva Zedd è uno dei personaggi principali ed è interpretato da Bruce Spence. Appare simile sia nell'aspetto che nel carattere alla controparte cartacea, ma è stato modificato il suo passato. Così vengono mostrati tra i suoi famigliari il padre, un potente mago di nome Carracticus, ed un fratello invece sprovvisto di poteri di nome Thaddicus, coi quali Zedd ha peraltro un rapporto conflittuale. In gioventù è inoltre mostrato come un irresponsabile e scapestrato, fungendo da mentore del suo amico Panis Rahl ed aiutandolo a generare un erede per il D'Hara (il futuro Darken Rahl). Sua figlia non lo ha seguito nei Territori dell'Ovest e lo ha reso nonno, oltre che di Richard, di Jennsen Rahl, che nei romanzi invece non è imparentata con lui. Infine ha avuto una relazione con la strega Shota, interrotta per prevenire la nascita di un figlio che ereditasse i poteri magici di entrambi i genitori e risultasse quindi potenzialmente incontenibile.

## Persone e creature magiche

### Andoliani
Gli andoliani sono creature non del tutto umane che hanno il compito di recapitare messaggi, compaiono una sola volta come inviati dal Tempio dei Venti. Cara con i suoi poteri da Mord-Sith prendendo il dono di uno di questi disporrà poi della Magia Detrattiva necessaria per viaggiare nella Sliph.

### Bestia da sangue
La bestia da sangue (in lingua originale, Blood Beast) è una creatura amorfa e priva di coscienza evocata dal mondo sotterraneo dalle Sorelle dell'Oscurità su ordine dell'imperatore Jagang, che, dopo aver assaggiato il sangue di Richard Rahl, acquisisce lo scopo di eliminarlo. È un'entità puramente caotica, che rintraccia la propria preda ogniqualvolta questa usa il Dono, ma attacca senza alcuno schema, mutando costantemente strategia, forma e comportamento.

### Ciuffi notturni
I ciuffi notturni (in lingua originale, Night Wisps) sono creature rappresentate da spiriti di un colore blu molto luminoso. Vengono generalmente portati in giro in alcune boccette appese al collo. Hanno poteri che sembrano quasi precognitivi. Nella serie tv appaiono nel quartultimo episodio “Estinzione” e vengono sterminati tutti dai soldati d’hariani per ordine del resuscitato Rahl, tranne un ciuffo femmina che è incinta e viene portato a partorire da Kahlan e Cara, per far nascere nuove generazioni.
Shar: È il ciuffo notturno che guida Kahlan dopo che quest'ultima ha oltrepassato il confine magico alla ricerca di Zedd. Muore nel primo libro per gli sforzi subiti e per essere rimasta troppo a lungo lontano da casa. Prima di morire fa amicizia con Richard.

### Completamente privi del Dono
Le persone completamente prive del Dono (in lingua originale, Pristinely ungifted), chiamate anche Buchi nel mondo (in lingua originale, Holes in the world) o Pilastri della creazione (in lingua originale, Pillars of Creation), sono nate senza il minimo legame con la magia, tanto da annullarla con la loro presenza e non poter essere percepite dai maghi. Sono il risultato involontario di un incantesimo di Casa Rahl mirato a far nascere un erede con il Dono per ogni generazione, il che però fa nascere completamente privi del Dono tutti gli altri, inclusi i discendenti di questi ultimi. Sono particolarmente temuti dai maghi, in quanto si teme che, se lasciati liberi di moltiplicarsi, alla lunga possano portare alla scomparsa della magia sulla terra.

### Depositarie
Le Depositarie (in lingua originale, Confessors) sono donne dotate del potere della Confessione, cioè di soggiogare altre persone col mero contatto, rendendole innamorate della Depositaria al punto da annullare la propria personalità e ubbidire ciecamente ad ogni ordine che ricevono da lei. La Confessione è irrevocabile e, se la Depositaria muore prima dei confessati, questi solitamente muoiono di dolore poco dopo. Tale potere è difficile da tenere sotto controllo e impedisce alle Depositarie di avere dei rapporti intimi con altre persone, senza rischiare di confessarle. Per tale ragione, esse non possono sposarsi e, al solo fine di mettere al mondo figlie che diventino a loro volta Depositarie, si scelgono dei compagni tra gli uomini che confessano. I figli maschi invece vengono uccisi alla nascita, perché naturalmente incapaci di dominare il potere della Confessione e quindi troppo pericolosi. In circostanze di particolare stress, il potere della Confessione comunque può prendere il sopravvento sulla Depositaria e portarla in uno stato di trance furiosa, il Con Dar, che amplifica i suoi poteri.
Le Depositarie formano un ordine con sede ad Aydindril, al Palazzo delle Depositarie, e sono guidate dalla Madre Depositaria, l'unica di loro a vestire di bianco, mentre le altre indossano il nero. Istituito millenni prima dell'inizio della seria, con la trasformazione di Magda Searus nella prima Madre Depositaria da parte del Primo Mago Merritt, l'ordine delle Depositarie collabora con l'ordine dei maghi e il consiglio delle Terre Centrali ad amministrare la giustizia, mantenere la pace e punire gli abusi nei regni delle Terre Centrali, addirittura con l'autorità di deporre e incoronare sovrani a propria discrezione. Per tali ragioni sono al contempo molto rispettate e temute. All'inizio della serie però l'ordine, fatto perseguitare dal Maestro del D'Hara Darken Rahl, è ridotto alla sola Madre Depositaria Kahlan Amnell.
Nella serie televisiva le Depositarie sono ritratte in maniera relativamente fedele ai romanzi. Tuttavia Kahlan Amnell all'inizio non è né l'ultima superstite né la Madre Depositaria, benché vesta di bianco, prerogativa, quest'ultima, che nei romanzi appartiene appunto alla Madre Depositaria. Inoltre il loro potere funziona diversamente rispetto ai romanzi: gli è necessario toccare il collo della vittima per confessarla, possono usare la Confessione più volte nel giro di poche ore e l'effetto della Confessione svanisce con la morte della Depositaria.

### Donne delle siepi
Le donne delle siepi (in lingua originale, Hedge Maids) sono malefiche fattucchiere dotate di poteri magici del mondo sotterraneo. Sono estremamente pericolose, risultando immuni a pressoché ogni magia, inclusa la Spada della Verità e la Confessione. Il loro urlo è mortale per chiunque, incluse esse stesse, sicché si cuciono la bocca prima di imparare a parlare. L'unica donna delle siepi ad apparire nella serie è Jit, in La macchina del presagio.

### Draghi
I draghi del mondo della Spada della Verità hanno l'aspetto classico che hanno nei miti del folklore europeo: grossi rettili alati capaci di sputare fuoco. Sono inoltre dotati di parola. Rari già all'inizio della serie, vengono quasi sterminati al passaggio dei rintocchi in L'anima del fuoco, che li priva della magia di cui necessitano per vivere. I due draghi che compaiono nella saga, Scarlet e suo figlio Gregory, appartengono alla sottocategoria dei draghi rossi.

### Garg
I garg (in lingua originale, gars) sono enormi creature carnivore con un folto pelo rosso. Hanno unghie e denti acuminati, ali membranose da pipistrello e una coda. Utilizzano per cacciare le mosche vampiro, a cui danno in pasto parte della loro preda dal loro petto e da cui sono perennemente accerchiati. Le mosche vampiro individuano le possibili prede e le pungono facendole sanguinare e spargendo così nell'aria l'odore di sangue che viene fiutato dai garg. Furono creati durante la Grande Guerra dal lord Rahl in carica per proteggere la popolazione dai mriswith. Compaiono anche nella serie televisiva. Si dividono in due categorie:
Garg dalla coda lunga: Meno intelligenti e astuti ma molto letali. Ne troviamo uno all'inizio del primo libro che viene eluso da Khalan e Richard.
Garg dalla coda corta: È la specie di garg più intelligente in quanto prima di alzarsi in volo conta le proprie mosche vampiro per vedere se esse hanno localizzato una preda che le ha uccise o trattenute. Gratch, amico di Richard, fa parte di questa specie e grazie a lui Richard riesce a fare in modo che i garg non mangino più umani.

### Glee
I glee sono delle creature aliene che appaiono nella serie de I figli del D'Hara. Guidati dalla Dea Dorata, i glee invadono il Nuovo Mondo passando per un portale magico. Hanno la pelle verde e di norma si nutrono di vegetali, ma per sport danno anche la caccia agli umani e, divorandoli, assumono un colorito più scuro. 

### Incantatrici
Le incantatrici (in lingua originale, sorceresses) sono donne dotate di poteri magici, mediamente più deboli di quelli dei maghi. La prima ad apparire nella serie è Adie. Esistono anche incantatori (in lingua originale, sorcerors), ma nella serie ne appare solo uno, Fratello Narev, la cui particolarità è l’immunità ai poteri dei maghi, i quali viceversa sono immuni ai suoi.

### Lanciatori di sogni
I lanciatori di sogni (in lingua originale, Dream Casters) sono persone con l'abilità di inviare sogni nella mente di altri uomini. Il loro potere è stato utilizzato già durante la Grande Guerra dei Maghi.

### Maghi
Sono definiti maghi (in lingua originale, wizards) genericamente gli individui di sesso maschile nati con dei poteri magici oppure che ne hanno ottenuti dopo essere stati istruiti e addestrati da altri maghi. Quasi tutti i maghi possiedono solo la Magia Aggiuntiva, mentre, contrariamente al passato, quasi non vengono più al mondo maghi capaci di praticare la Magia Detrattiva. I maghi, a seconda della loro predisposizione e dell’addestramento, possono specializzarsi in diverse branche della magia, così vi sono guaritori, profeti, maghi guerrieri etc.

### Mastini del cuore
I mastini del cuore (in lingua originale, Heart Hounds) sono mostruose creature del mondo sotterraneo, simili a cani particolarmente grossi e feroci. Hanno delle orecchie rotonde molto larghe, con le quali, si dice, sono in grado di udire il battito del cuore delle loro vittime, parte del corpo di cui sono particolarmente ghiotti.

### Mezze-persone
Le mezze-persone (in lingua originale, Half people) sono una popolazione originata dalla magia dell'imperatore Sulachan, che la voleva usare come fonte di soldati per la Grande Guerra, tremila anni prima dell'inizio della serie. Alla fine della Grande Guerra, sono stati banditi oltre il vallo eretto a nord di Stroyza. Essendogli stata estratta l'anima, le mezze-persone sono più forti, veloci, spietate ed indifferenti al pericolo degli uomini comuni, ma cadono preda di furia omicida quando ne incontrano e cercano di divorarli nella speranza di recuperare un'anima. Gli elementi più potenti tra le mezze-persone, dotati financo di abilità occulte, sono gli shun-tuk.

### Mord-Sith
Le Mord-Sith, che fra di loro si chiamano sorelle d'Agiel, sono un ordine di schiave, che fungono da guerriere d'elité, guardie del corpo,  torturatrici, assassine e concubine della casata Rahl da svariati secoli. Vengono rapite tra le bambine più belle e gentili, prevalentemente d'hariane ma non solo, e sottoposte ad un lungo e brutale addestramento, intermezzato da tre "spezzamenti": il proprio (torturate fino ad arrendersi completamente), quello della propria madre (torturata e uccisa dall'addestratore) e quello del padre (torturato e infine ucciso dalla stessa allieva Mord-Sith a mo' di esame finale). L'addestramento mira a rimodellare completamente la personalità delle bambine, rendendole fanaticamente devote ai loro padroni. La loro arma caratteristica è l'Agiel, una bacchetta che al contatto produce atroci dolori o, se usata appropriatamente, la morte. Tra i poteri che imparano ad utilizzare vi è quello di "impossessarsi" della magia di chi tenta di usarla contro di loro e lo "alito di vita", col quale possono rianimare chi è morto di poco. Le Mord-Sith più importanti nella serie sono Denna e Cara Mason.

### Mriswith
I mriswith sono creature a forma di grosse lucertole che indossano mantelli fatati in grado di renderli invisibili e attaccano con lunghi coltelli. Originati durante la Grande Guerra dei Maghi, sono maghi privatisi della propria anima, percepibili solo dai garg e da maghi guerrieri. Sono armati di corte armi a tre lame, che, se portate da comuni uomini, hanno il poterne la percezione e renderli irritabili e aggressivi. Hanno a capo una regina, che somiglia ad un drago.

### Namble
Il namble è una creatura del mondo sotterraneo che appare solo in La pietra delle lacrime. Descritto come largo, di fattezze umanoidi, peloso, provvisto di zanne ed un fallo uncinato, viene evocato in un oscuro rituale dalle Sorelle dell'Oscurità, per accoppiarsi con loro e trasferire così in loro i poteri magici di un mago precedentemente racchiusi in un piccolo oggetto chiamato quillon.

### Penetranti
I penetranti (in lingua originale, slides) sono delle persone che hanno l'abilità di rubare l'anima di qualcuno e impossessarsi dei loro corpi. Generati originariamente come armi da usare nella Grande Guerra dei Maghi, a causa della loro potenziale pericolosità venivano resi sterili per evitare che la loro razza perdurasse. Tremila anni dopo, l'imperatore Jagang riesce a utilizzare i poteri delle Sorelle dell'Oscurità al suo servizio per alterare con la magia un uomo di nome Nicholas, trasformandolo in un penetrante.

### Rintocchi
I rintocchi (in lingua originale, chimes) sono tre entità provenienti dal mondo sotterraneo, di nome Reechani, Sentrosi e Vasi, rappresentanti rispettivamente acqua, fuoco e aria. Appaiono in L'anima del fuoco, dopo essere stati accidentalmente evocati da Kahlan su indicazione di Nathan Rahl. Non possiedono un corpo fisico, ma possono incarnarsi nelle creature che uccidono. Oltre ad attaccare fisicamente uomini e animali, la loro sola presenza mette a rischio l'esistenza della magia nel mondo. Richard riesce a rimandarli nel mondo sotterraneo offrendogli l'anima del mago Joseph Ander, che millenni addietro li aveva evocati per imprigionarli nel Dominie Dirtch, un sistema di difesa magico che circonda il regno di Anderith.

### Screeling
Gli screeling sono mostruose creature provenienti dal mondo sotterraneo. Descritti come piccoli e scheletrici, sono per contro dotati di lunghi artigli e velocità e forza sovrumane, oltre ad essere estremamente resistenti sia ad attacchi fisici che magici. Possono essere uccisi solo facendoli a pezzi.

### Skrin
Lo skrin è una creatura del mondo sotterraneo, parte del Velo, che lo separa dal mondo dei vivi. Mentre nel proprio mondo è un mero spirito, nel mondo dei vivi può assumere una forma fisica. Così in La pietra delle lacrime si impossessa di un teschio e di altre ossa in casa di Adie e in questa forma aggredisce lei e Zedd.

### Sliph
La Sliph è una creatura magica dalle fattezze di donna, composta da una sostanza liquida argentea, capace di trasferire persone a grandissima distanza e velocità, utilizzando degli speciali pozzi. Apparsa per la prima volta in La stirpe dei fedeli, in Il tempio dei venti viene spiegato che la Sliph è stata originata oltre tremila anni prima, ai tempi della Grande Guerra dei Maghi, tramutando una cortigiana particolarmente apprezzata per la propria discrezione. Sebbene ormai non più umana e costretta a mettere a disposizione il proprio potere ai maghi che glielo chiedano, ricambia la pietà mostrata da Richard per il suo destino, salvandolo da Drefan Rahl. Altre Sliph appaiono nella serie The Nicci Chronicles.

### Streghe
Le streghe (in lingua originale, Witch Women) sono donne dotate di vari poteri, quali generare illusioni e osservare il flusso del tempo futuro. La più importante che appare nella serie è Shota, che fin dal primo libro interviene in modo ambiguo per pilotare gli eventi. Esistono anche stregoni (in lingua originale, Warlocks), ma nella serie ne appare solo uno, Moravaska Michec, nel ciclo I figli del D’Hara.

### Tiranni dei sogni
I tiranni dei sogni (in lingua originale, dreamwalkers) sono uomini capaci di entrare nella mente delle persone, far loro patire dolore e ridurle a proprie marionette. Furono creati originariamente dai maghi del Vecchio Mondo, per usarli come armi nella Grande Guerra, tramutando dei lanciatori di sogni fatti prigionieri. Nella serie l’unico tiranno dei sogni ancora esistente è Jagang.

### Veggenti
I veggenti (in lingua originale, seers) sono persone che, pur non essendo né maghi profeti né streghe, hanno visioni del futuro. L’unica ad apparire nella serie è Jebra Bevinvier.

## Organizzazioni

### Consiglio delle Terre Centrali
Il Consiglio delle Terre Centrali (in lingua originale, Central Council of the Midlands), avente sede ad Aydindril, è un'assemblea dei rappresentanti dei numerosi regni delle Terre Centrali, che vigila sul mantenimento della pace, collaborando con l'ordine dei maghi e le Depositarie. Il primo seggio del consiglio spetta alla Madre Depositaria, che ha anche l'ultima parola nelle votazioni, potendo disattendere decisioni che vanno contro l'interesse dei regni più piccoli. Nella serie il consiglio delle Terre Centrali si rivela fin dall'inizio corrotto e inefficiente: non interviene contro il Maestro del D'Hara Darken Rahl e successivamente simpatizza per l'Ordine Imperiale, arrivando a condannare a morte la Madre Depositaria Kahlan Amnell per avergli opposto resistenza, ragione per cui Richard dapprima fa strage dei suoi membri, per poi scioglierlo ufficialmente in La stirpe dei fedeli.

### Esercito per la liberazione del popolo
L'Esercito per la liberazione del popolo (in lingua originale, People's Peace Army) è un'armata messa in piedi dal Maestro del D'Hara Darken Rahl in La prima regola del mago, per diffondere la sua influenza nelle Terre Centrali. In combutta con dei sabotatori, che in segreto seminano disordini, l'Esercito si presenta come inviato per riportare la pace e il suo mandante come un benefattore e un santo, al quale prestare culto con il titolo di "Padre Rahl". A riprova della magnanimità del proprio signore, l'Esercito è solito risparmiare la vita ai dissidenti, che vengono invece inviati in particolari scuole per essere "illuminati", cioè convertiti al culto per Padre Rahl. La propaganda attecchisce molto efficacemente, sicché gran parte delle Terre Centrali si sottomette a Darken Rahl senza opporre resistenza.

### Fratellanza dell'Ordine
La Fratellanza dell'Ordine (in lingua originale, Fellowship of Order) è una confraternita religiosa guidata da Fratello Narev. Ad eccezione di Narev, che è un incantatore, gli altri Fratelli sono tutti maghi. La Fratellanza predica che gli esseri umani siano intrinsecamente deboli e corrotti e la vita terrena miserabile, per cui vada interamente sacrificata al servizio del prossimo, per redimersi agli occhi del Creatore e ottenere da lui un'esistenza migliore dopo la morte. Tale credo costituisce la base ideologica dell'Ordine Imperiale, infatti nei territori da questo governati i preti della Fratellanza sono molto influenti, dovendo vigilare sul rispetto dei dettami morali da parte degli abitanti.

### Impero d'hariano
L'Impero d'hariano è la coalizione militare, facente capo alla signoria del D'Hara, costituita per fronteggiare l'invasione del Nuovo Mondo da parte dell'Ordine Imperiale. In La stirpe dei fedeli, nel corso di un discorso pubblico tenuto ad Aydindril, Richard Rahl, Maestro del D'Hara, dichiara la soppressione del consiglio delle Terre Centrali e lancia un ultimatum ai regni delle Terre Centrali: arrendersi al D'Hara e porre le proprie forze armate al suo comando nella guerra contro l'Ordine Imperiale oppure essere considerati nemici. Nonostante la durezza dei termini, ai regni che accettano di aderire all'Impero d'hariano viene garantito la preservazione della propria cultura ed i propri governanti, purché riconoscano la supremazia di lord Rahl e di Kahlan Amnell, Madre Depositaria, regina ad interim di Galea e poi moglie dello stesso lord Rahl.

### Ordine dei maghi
L'Ordine dei maghi, con sede ad Aydindril, nel Mastio del Mago, è un'organizzazione antichissima e molto rinomata, che collabora assieme alle Depositarie all'amministrazione e al governo delle Terre Centrali e parallelamente cura lo studio della magia e l'addestramento di altri maghi. Tra le sue prerogative c'è la nomina del Cercatore della Verità. Internamente l'ordine è diviso in almeno tre classi, con al vertice il Primo Mago. All'inizio della serie l'ordine appare ridotto al solo mago del primo ordine, nonché Primo Mago, Zeddicus Z'ul Zorander, il quale se ne è peraltro sganciato da tempo, in polemica con la corruzione e gli abusi che vi regnavano, e al mago del secondo ordine Giller, postosi al servizio della regina Milena di Tamarang.

### Ordine Imperiale
L'Ordine Imperiale è un'organizzazione politica e militare introdotta ne La pietra delle lacrime, che costituisce il maggiore antagonista della serie dalla Stirpe dei fedeli fino a Scontro finale. Leader dell'Ordine Imperiale è l'imperatore Jagang, il cui luogo d'origine, Altur'Rang, è anche la capitale dei domini dell'Ordine. Nel corso degli anni antecedenti alla Prima regola del mago, l'Ordine Imperiale è riuscito ad unificare l'enorme territorio del Vecchio Mondo e, caduta la barriera che lo separa dal Nuovo Mondo, muove alla conquista anche di questo, trovando ad opporglisi l'impero d'hariano guidato da Richard Rahl e Kahlan Amnell.
L'Ordine Imperiale è fondato sull'ideologia della Fratellanza dell'Ordine e di fatto ne costituisce il braccio secolare: il suo obiettivo è unire il mondo sotto un modello di governo dirigista, socialista e collettivista, in cui tutti gli uomini siano uguali tra loro e pongano il proprio lavoro al servizio della comunità. L'Ordine inoltre considera la magia un prodotto del Guardiano e, pur facendone a sua volta uso in guerra, progetta di estinguerla una volta completata la sottomissione del mondo. Sotto questo aspetto, l'Ordine Imperiale è erede di una delle fazioni della Grande Guerra dei Maghi, risalente ad oltre tremila anni prima dell'inizio della serie.

### Sorelle della Luce
Le Sorelle della Luce (in lingua originale, Sisters of the Light) sono un ordine di incantatrici devoto al Creatore, che ha sede nel Palazzo dei Profeti, a Tanimura, nel Vecchio Mondo. Oltre allo studio di antiche profezie, la loro attività principale consiste nel trovare chi nasce con il Dono e addestrarlo a mago, in un processo che dura centinaia di anni (molte di loro sono infatti vecchie di svariati secoli, ma mantengono un aspetto giovanile). I loro metodi sono spesso spregiudicati, visto che controllano i loro allievi con collari stregati e si offrono loro come compagne sperando di procreare altri maghi. Le Sorelle della Luce sono anche temibili combattenti, utilizzando, oltre ai propri poteri di incantatrici, dei piccoli coltelli chiamati dacra, i quali, se feriscono anche solo marginalmente qualcuno, permettono al portatore del dacra di ucciderlo all'istante. A capo della sorellanza sta la Priora, inizialmente Annalina Aldurren, sostituita in La stirpe dei fedeli da Verna Sauventreen.
Nella serie televisiva le Sorelle della Luce sono mostrate più simili a monache, indossando tutte la medesima veste arancione ed un velo che copre il loro volto. Oltre al Palazzo dei Profeti, possiedono una sede nel Nuovo Mondo, a Thandor, ove accolgono ed educano non solo i maghi, bensì chiunque sia dotato di poteri magici, occasionalmente persino le Depositarie. I dacra inoltre hanno qui la forma di stelle a tre punte, che le incantatrici sono solite scagliarsi addosso in combattimento. 

### Sorelle dell’Oscurità
Le Sorelle dell’Oscurità (in lingua originale, Sisters of the Dark) sono una congrega di incantatrici segretamente votatesi al Guardiano, che per ottenere potere sottraggono il Dono ai maghi e celebrano riti occulti, nei quali si accoppiano con un mostro del mondo sotterraneo chiamato namble. Tutte le Sorelle dell'Oscurità sono al contempo o sono state in precedenza Sorelle della Luce, prima di essere convertite, solitamente da altre Sorelle dell'Oscurità che operano in segreto all'interno della sorellanza della Luce. La leader delle Sorelle dell'Oscurità, Sorella Ulicia, è anche l'unica a conoscere l'identità di tutte le altre Sorelle.
Nella serie televisiva le Sorelle dell'Oscurità, come le Sorelle della Luce, indossano tutte una veste arancione ed un velo. In questa versione appaiono più numerose e più deboli rispetto ai romanzi, così in combattimento solitamente si limitano ai dacra, con la sola Sorella Nicci che lancia i letali fulmini neri, che nella controparte cartacea sono invece padroneggiati anche da altre Sorelle. Sempre Nicci in questa versione è la leader delle Sorelle dell'Oscurità, poi sostituita da Marianna.

### Stirpe dei fedeli
La Stirpe dei fedeli (in lingua originale, Blood of the Fold) è una milizia di estremisti che, in nome del dio Creatore, perseguita, rapisce e uccide chi è dotato di magia, considerando questa un male originato dal Guardiano del mondo sotterraneo. Il gruppo è guidato da un Lord Generale, che nel romanzo cui dà il titolo è Tobias Brogan. La Stirpe è originaria del Nicobarese, ma esistono formazioni simili anche in altre parti delle Terre Centrali, come il regno di Anderith.